# Histoire de Luzarches

Blason de Luzarches

Luzarches est une commune française, située dans le département du Val-d'Oise et la région Île-de-France. Présent dès le Paléolithique, les hommes ont laissés peu de traces de leur présence à cette époque. Au Néolithique et à l'âge du fer, et à l'époque romaine, les vestiges de la présence humaine sont plus nombreux. Cependant, la première mention écrite de l'existence d'un lieu nommé Luzarches (Lusarca) se trouve dans un acte de Thierry III, daté du 30 juin 679, les rois francs possédant un palais à Luzarches. Au Moyen Age, un château fort et une église furent érigés autour du village qui furent le berceau de la ville actuelle.

## Préhistoire

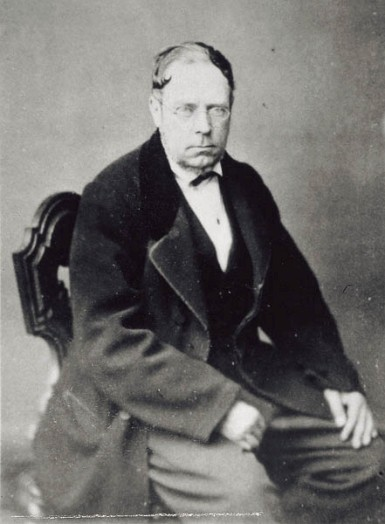
Alexandre Hahn (1814-1890), archéologue et historien amateur, fut greffier à la juridiction de paix du chef-lieu à partir de 1837. Avec l'anthropologue Gustave Millescamps de Chaumontel, il a fouillé de nombreux sites.

Dès le Paléolithique inférieur (soit de 200 000 à 100 000 av.J.-C.), des hommes ont traversé la contrée de Luzarches sans y résider ; des rares outils de pierre ont été retrouvés de cette époque. Du Paléolithique moyen (soit de 100 000 à 35 000 av. J.-C.), les traces ne sont guère plus nombreuses. Ensuite il paraît que les êtres humains étaient absents de la zone considérée jusqu'à 5 000 av. J.-C. environ. Avec l'adoucissement du climat devenant propice à l'agriculture, le Néolithique voit le développement de la culture Seine-Oise-Marne et la sédentarisation de l'homme. La densité des monuments mégalithiques dans les environs de Luzarches, telle que l'on pouvait encore la constater dans la première moitié du XIXe siècle, permet la conclusion que la population y était non négligeable. Les témoignages de cette culture ont ensuite disparu de la commune de Luzarches, les menhirs présentant des obstacles à l'agriculture et les dolmens ont servi pour faire du pavé pour la ville de Paris. Alexandre Hahn et Gustave Millescamps ont encore pu fouiller une allée couverte dans la vallée d'Ysieux en 1864 et 1873, à l'est de Luzarches, au lieu-dit le Grand Compan. Elle renfermait une centaine de squelettes, repliés et écrasés, et aux alentours, des instruments de pierre et d'os (trois haches, quatre couteaux, trois pointes de flèche, quatre poinçons en os, etc.). On supposait qu'il s'agissait du contenu de sépultures plus anciennes qui avait été déposé ici.
Pendant l'âge du bronze (soit de 1 800 à 700 av. J.-C.), le site de Luzarches fut également peuplé, comme nous le savons par une cachette de fondeur de bronze découverte par hasard vers 1850 entre les bois de la Noue et de Beauvilliers, au nord-ouest du bourg. Il contenait au total quatre-vingt-deux fragments, dont trente-deux épées et divers objets de défense. Une datation exacte n'a pas été effectuée.
Du premier âge du fer (soit de 700 à 450 av. J.-C.), le sol de Luzarches n'a pas encore livré de vestiges. En revanche, le second âge du fer voit l'avènement celtique avec la civilisation de la Tène. Les Parisii, peuple gaulois, s'installent dans le nord-est de l'actuel Val-d'Oise. On suppose qu'au moins un oppidum fut érigé à Luzarches, de par la situation avantageuse de la butte Saint-Côme et en raison du passage d'une route importante ; un autre aurait pu se situer à l'emplacement de l'église. Rien ne permet cependant de corroborer ces hypothèses.

## Antiquité
La domination romaine en Gaule devient prépondérante sous le règne de Jules César, de sorte que les anciens peuples gaulois sont assimilés et adoptent la civilisation romaine. Cette époque est la première pour laquelle nous avons la certitude que le site du bourg actuel de Luzarches fut peuplé, mais nous ne savons pas quelle appellation l'on avait donné à ce lieu. Un camp militaire ou castrum fut établie sur la butte de Saint-Côme, surmontant de soixante mètres la vallée et facile à défendre. Vers le milieu du XIXe siècle, ses anciens limites furent encore visibles sur le terrain. Le camp surveillait la route romaine précédant l'actuelle RD 316 qui, au milieu des années 1950, traversait Luzarches. En 1863, plusieurs tombes romaines y ont été découvertes, avec des débris de plusieurs objets permettant une datation du IVe ou  Ve siècle de notre ère, soit de la fin de l'Empire romain dans l'ancienne Gaule. Il est possible que Luzarches fut un vicus. En 1980, quatre villae furent découvertes autour de Luzarches, dont une, située à Hérivaux, a été systématiquement fouillée. Les résultats témoignent de la prospérité des habitants : murs décorés, cave aux pierres régulières, tête de Vénus et bases de colonnes de la galerie de la façade. L'on suppose que ces villae ont été détruites en leur majorité lors des incursions barbares dès la fin du IIIe siècle.

## Moyen Âge

### Haut Moyen Âge
Le haut Moyen Âge commence avec le règne du roi franc Clovis et l'époque mérovingienne, caractérisée par la royauté itinérante. Luzarches fut apparemment l'une des nombreuses possessions royales et lors de leur passage, les rois y rendaient la justice. Des actes établis à ces occasions, conservés aux Archives nationales, mentionnent pour la première fois Luzarches (Lusarca) explicitement : ainsi l'acte de Thierry III du 30 juin 679 et l'acte de Clovis III du 1er novembre 692. Commençant par la formule « Lusarca, in palacio nostro... », il faut toutefois se garder d'y voir des indices pour l'existence d'un château royal ; l'on sait que les rois transportaient constamment avec eux-mêmes leur chapelle Saint-Martin. Il reste incertain si Lusarca désignait un lieu-dit ou un village.
Une mention antérieure de Luzarches figure dans le Breviaire d'Évreux qui parle de l'assassinat de Saint-Éterne, sur la route de entre Villiers-le-Bel et Luzarches en 653 : des doutes persistent cependant sur l'authenticité de ce récit, l'existence d'Éterne d'Évreux n'étant pas prouvée et le Saint-Éterne vénéré à Villiers-le-Bel et Luzarches ne correspond peut-être pas au premier.
A. Hahn et G. Millescamps ont fouillé un autre site en octobre 1874 au lieu-dit le Noyer à la Drouarde mais appelé populairement le Cimetière (près du hameau de Thimécourt). En l'occurrence, il s'agissait d'un ensemble de cent quarante tombes, datant cette fois de l'époque mérovingienne (soit entre 400 et 750 ap. J.-C.) et contenant de nombreux objets funéraires, dont des vases, des haches, des francisques, des poignards, des couteaux, des épées, des boucles en bronze et en fer ainsi que des bijoux. L'existence de ce cimetière permet l'hypothèse de l'existence d'un village, qui cependant reste incertaine jusqu'à la mention de l'église (dédiée apparemment à saint Barthélemy[Lequel ?],) en 775 dans un acte de Charlemagne, dont le roi fait don à l'abbaye de Saint-Denis. Cette donation porte également sur des terres, prés, pâturages, vignes, bois, maisons, édifices, eaux, cours d'eau, moulins, serfs, colons, etc.. Après le partage de Verdun en 843, Luzarches se trouve en Francie occidentale.

### Moyen Âge central

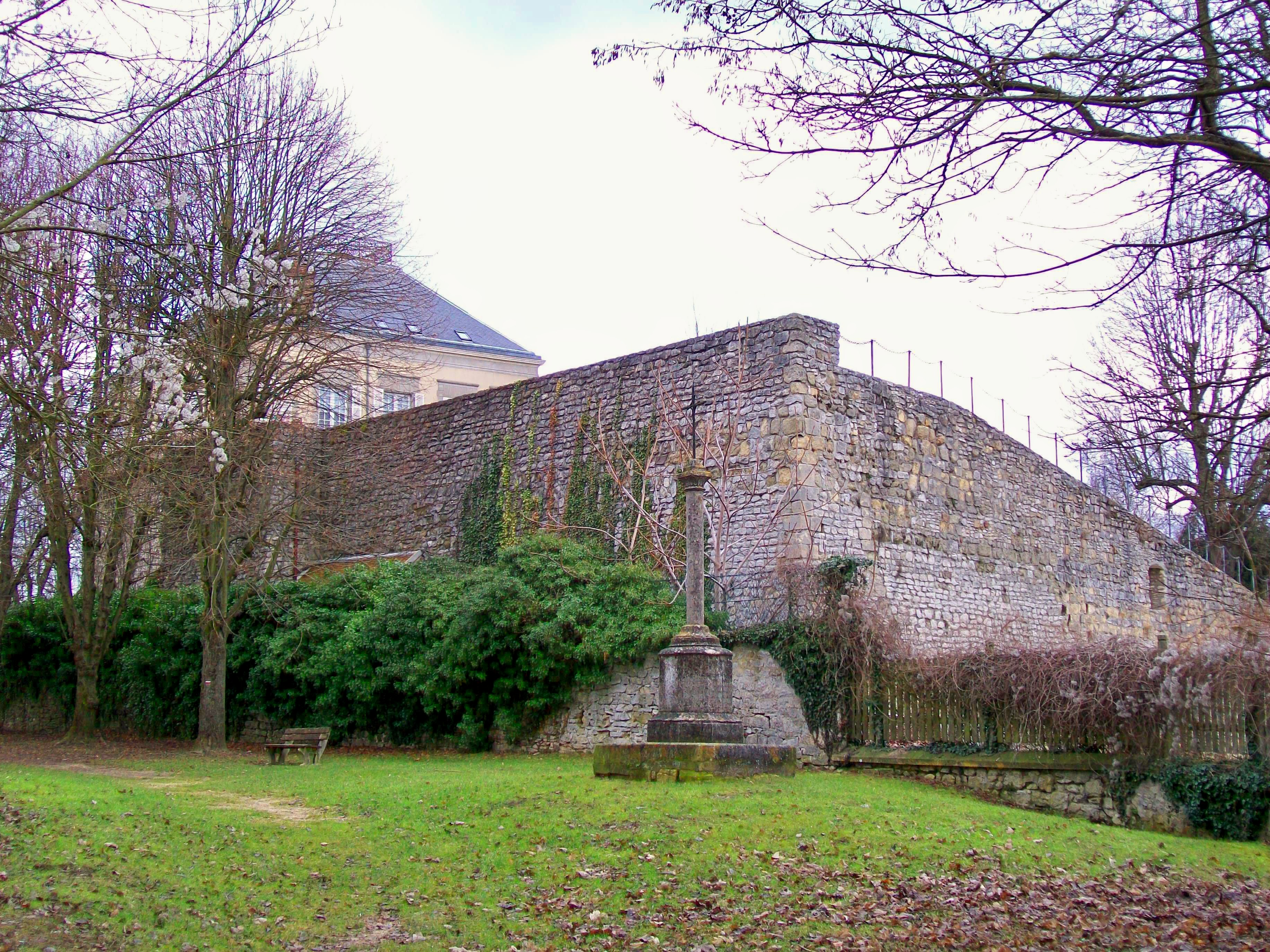
L'enceinte intérieure du château d'En-Haut (ou château Saint-Côme) qui pourrait dater du XIe siècle, à même titre que le donjon ; c'est vers le sud-est que les murs gardent encore leur hauteur initiale.

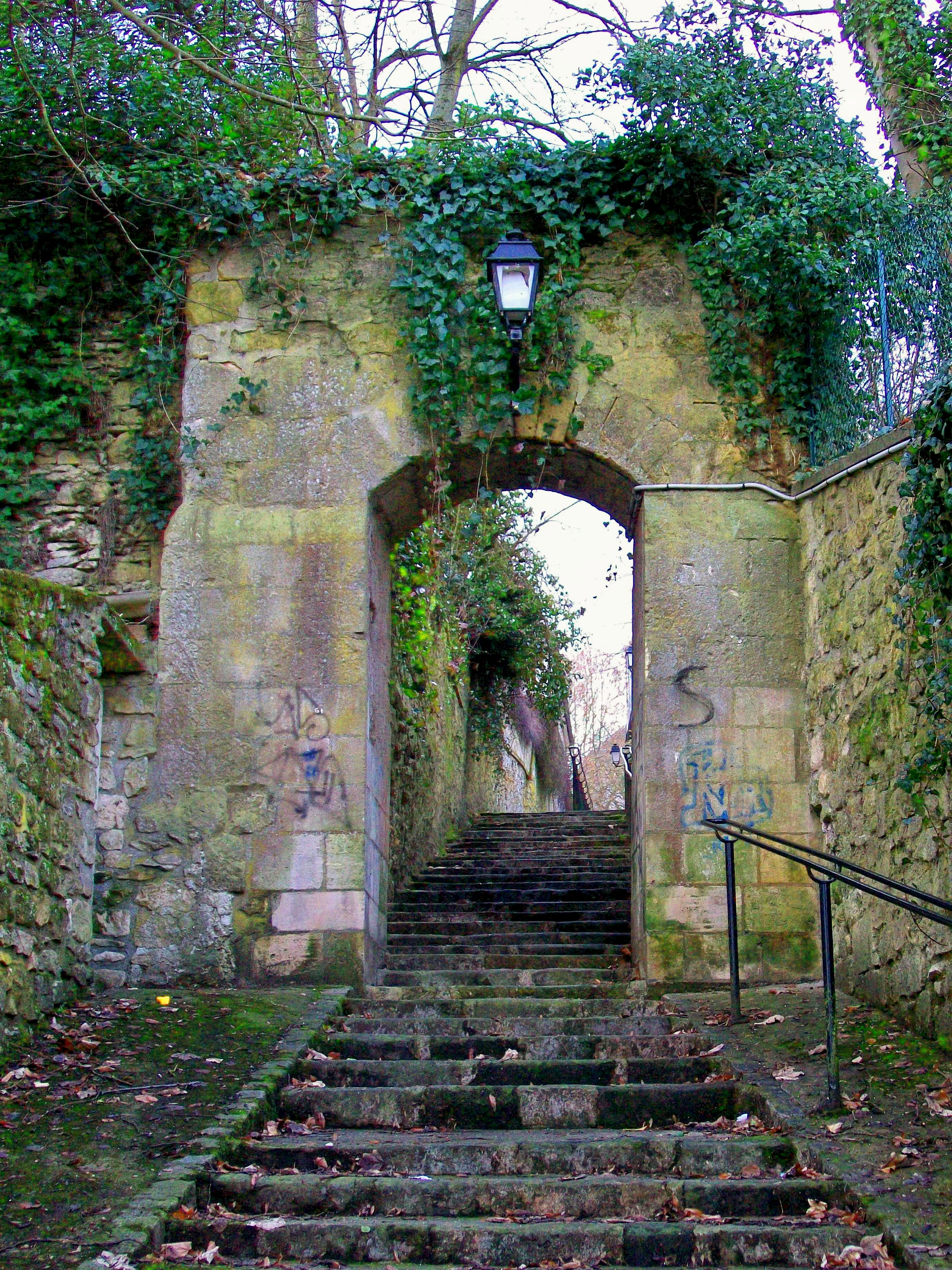
Cette poterne dans la ruelle Saint-Côme, aussi appelée porte Grièche, aurait fait partie de l'enceinte extérieure du château d'En-Haut construite au XIIIe siècle.

Nous ne savons pratiquement rien de l'histoire de Luzarches de la fin du VIIIe siècle jusqu'au milieu du XIe siècle, quand, en 1054, le comté de Clermont est érigé. Le premier comte de Clermont se nommait Renaud (Raredus) et fut le premier seigneur de Luzarches dont l'identité nous est connue. Luzarches servait d'avant-poste du comté en direction de l'Île-de-France, et le château d'En-haut fut soit construit, soit fortifié. Le donjon semble dater de cette période, à en juger d'après sa forme carrée. C'est le début de l'époque féodale. Outre le château, il y avait une église à l'emplacement de l'église actuelle, et quelques maisons. La dite église est reconstruite ou remplacée par un nouvel édifice sous le premier comte de Clermont, le chœur de l'église actuelle datant de cette période. - Après le décès de Renaud, son fils Hugues lui succède en 1090. Participant à la première croisade, il confie la garde du château à l'époux de sa fille Emma, Mathieu Ier, comte de Beaumont-sur-Oise. Or, à son retour, Mathieu refusait de rendre le château à son beau-père, et une guerre avec l'appui du fils du roi Philippe, Louis, fut nécessaire pour l'en chasser. Mais lors de l'attaque du château de Chambly où Mathieu s'était réfugié, Hugues fut fait prisonnier. Mathieu demanda ensuite le pardon à Louis, répara le mal fait à Hugues et put garder la moitié de la seigneurie de Luzarches qui fut la dot qu'Emma avait apporté en mariage.
En 1140, Ascelin, seigneur de Marly, fonde l'abbaye d'Hérivaux, qui allait devenir une paroisse indépendante au siècle suivant et n'avait que peu de liens avec Luzarches. Vers le milieu du siècle, la chapelle Saint-Côme est ajoutée à l'église. - Du côté des comtes de Clermont, Hugues sera remplacé  par Renaud II et ce dernier par Gui. Lorsque la sœur de ce dernier épouse un autre Gui en 1152, Gui III de la famille des Bouteiller de Senlis, la moitié de la seigneurie appartenant à la famille de Clermont est divisée entre Renaud II (toujours vivant) et Gui le Bouteiller. Luzarches a désormais trois seigneurs. C'est la famille des Bouteiller qui fait vraisemblablement construire le château d'En-Bas, appelé également château de la Motte, et qui fut achevé au plus tard en 1220. En 1188, la seigneurie des Bouteiller passe à Gui IV et en 1221, à son frère Raoul.
Quant aux comtes de Beaumont, Mathieu Ier décède en 1155 et son fils prend sa succession en tant que Mathieu II, qui régnera jusqu'en 1170 environ. Les fils de Mathieu II s'appellent Mathieu et Jean, mais Mathieu meurt jeune en 1174 et c'est sa mère Alice, seconde épouse de Mathieu II, qui assure l'intérim comme « Dame de Luzarches ». À ce titre, elle signe un acte en 1177 qui parle d'un tonlieu à Luzarches, premier indice de l'existence d'un marché. Ultérieurement, Jean devient seigneur de Luzarches sous le nom de Mathieu III. Il est entré dans l'Histoire de Luzarches pour avoir rapporté les reliques de Saint-Côme et Saint-Damien de la Terre sainte, mais comme il n'y avait aucune croisade à ce moment, il est plus probable qu'il les avait récupérées lors de son passage à Rome,. Ce qui est certain, c'est que Mathieu III (Jean) fait construire la collégiale dans l'enceinte du château d'En-Haut, sur la butte Saint-Côme, qu'il y installe des chanoines et qu'il améliore les fortifications de ce même château. Il décède sans postérité en 1225 ou 1228, et c'est ainsi que son cousin Thibaut prend sa succession.
Il est important de rappeler que les différents seigneurs mentionnés possédaient d'autres seigneuries, dont des entités plus importantes que Luzarches, et du fait que la ville était partagée entre deux voire trois seigneurs, elle ne pouvait être le titre nobiliaire d'aucune illustre maison. D'autre part, ces seigneurs de Luzarches ne détiennent pas la totalité des terres de l'actuelle commune ; plusieurs fiefs ont leur propre seigneur résidant dans son château sur place (Chauvigny, Thimécourt) ou dans une ferme seigneuriale (Chaumontel-les-Nonnains, Gascourt, Bertinval). Cependant, Luzarches est devenu, au début du XIIIe siècle, une bourgade d'une certaine importance, le nombre de feux ayant atteint les 400 en 1204. Ce développement est dû au commerce, le roi Philippe-Auguste ayant accordé des privilèges aux marchands et des affranchissements communaux aux villes. Il est possible que Luzarches bénéficie du régîme communal, que le comte Mathieu III de Beaumont avait établi dans sa ville de Beaumont-sur-Oise. Philippe-Auguste encourage l'émancipation des villes par rapport à leurs seigneurs. La justice seigneuriale du bailliage de Luzarches s'étalait alors sur les actuelles communes de Bellefontaine, Chaumontel, Épinay-Champlâtreux, Fosses et Lassy, avec un nombre de cinquante et un fiefs au total. La justice concernant les nobles se rendait au château d'En-Bas et la justice sur les personnes non nobles au château d'En-Haut. Luzarches fut équipé d'un Hôtel-Dieu (situé à l'emplacement de l'actuel groupe scolaire) et d'une léproserie Saint-Ladre (situé à mi-chemin entre le bourg et le hameau de Thimécourt). L'évêché de Paris fut nominalement suzerain des différents seigneurs de Luzarches, mais ce fut volontairement que ces derniers se rendaient feudataires de l'évêque de Paris, en espérant sa protection en échange.

### Bas Moyen Âge

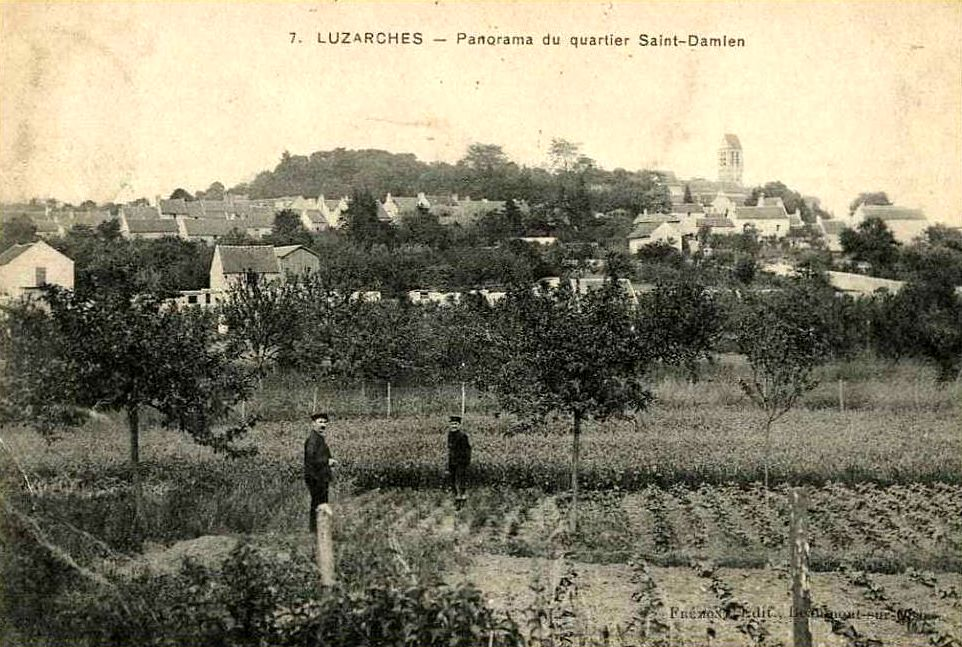
La partie orientale du bourg, avec l'église paroissiale à son extrémité, vue depuis l'emplacement de l'actuel groupe scolaire : globalement, l'aspect a peu changé depuis le bas Moyen Âge.

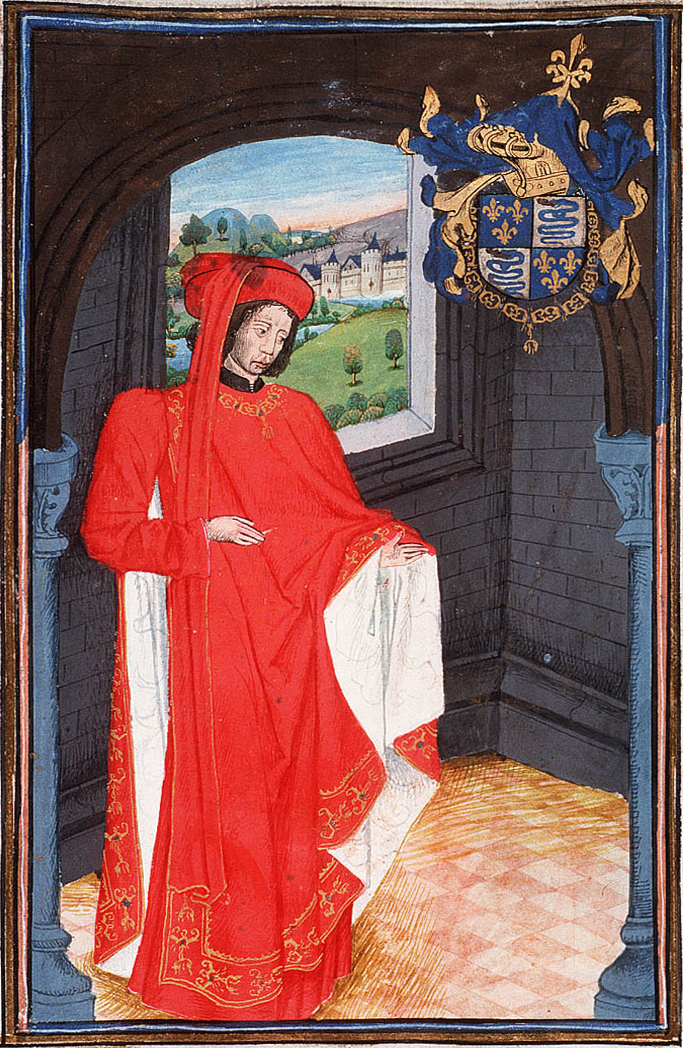
Le poète Charles Ier d'Orléans devient seigneur de Luzarches à la suite de l'assassinat de son père, Louis Ier d'Orléans, le 23 novembre 1407.

En 1251, la famille de Clermont s'éteint ; sa succession quant à ses fiefs de Luzarches n'est pas claire. Avec le décès de Raoul le Bouteiller qui avait été seigneur pendant quarante-quatre ans, la part de Luzarches appartenant à cette famille est divisée entre son fils Ansel (ou Anceau) et sa fille Jeanne. Comme cette dernière apporte sa part d'héritage en dot lors de son mariage avec Thibaut de Beaumont-Gâtinais, fils de Jean Ier de Beaumont-Gâtinais (d'une différente famille de Beaumont), Luzarches a de nouveau au minimum trois seigneurs différents. Ansel († 1309) et la famille de sa sœur doivent se partager le château de la Motte. - Thibaut de Beaumont-sur-Oise qui habitait le château d'En-Haut est déjà décédé en 1237 et sa veuve Ermengarde avait pris sa succession, jusqu'à ce que leur fils Barthélemy de Méru soit majeur. Jean, fils de Barthélemy, sera le premier seigneur du lieu à s'appeler de Luzarches, en 1288. Entretemps, un nouveau seigneur paraît à Luzarches : Mathieu de la Tournelle en 1279; rien n'est connu sur les circonstances de son instauration.
Au début du XIVe siècle, des abus de droits féodaux deviennent fréquents ; ainsi, Jeanne de Beaumont-Gâtinais (petite-fille de Raoul le Bouteiller et fille de Jeanne, mentionnée ci-dessus) prélève des impôts payables en nature sans tenir compte des franchises accordées aux habitants. Le bailli leur donne raison et porte l'affaire devant le Parlement de Paris, qui condamne Jeanne à une amende de cinquante livres. La famille des Bouteiller disparaît de Luzarches quand les héritiers d'Ansel vendent leurs parts, vers 1310 ; ces possessions changeront encore quatre nouvelles fois de propriétaire jusqu'en 1380. Entretemps, Luzarches est dévastée pendant la guerre de Cent Ans, vers 1347 et 1358. - La famille de Beaumont-sur-Oise restera encore plus longtemps présente. Après Jean de Luzarches, il y aura son fils Jean, chambellan du roi, et le fils du premier lit de ce Jean, Philippe, maître d'hôtel de la Reine. En 1385, a lieu un partage juridique entre Philippe de Beaumont et Gilles Gallois, maître d'hôtel du roi et propriétaire du château de la Motte : nous savons donc qu'il n'y avait plus que deux seigneurs à Luzarches à ce moment,. Le fils de Philippe, un autre Jean encore, sera le dernier représentant de la maison de Beaumont sur place, et il vend sa moitié de la seigneurie de Luzarches à Louis, futur duc d'Orléans en 1391. Quant à Gilles Gallois, il décède un an après l'acte de partage, en 1386, et en passant par sa veuve Marguerite et ses héritiers, la seigneurie du château de la Motte est partagée en 1410 entre les frères Jean de Dicy dit Bureau, capitaine de Corbeil et grand écuyer, et Hue de Dicy, chanoine de Paris et conseiller au parlement. Le 13 août 1418, Jean Bureau constitue une rente de trois cents livres en faveur du banquier Guillaume Cenesme (ou Cenami) sur les terres de la Motte de Luzarches, d’Ablon-sur-Seine et de Vaux-sur Orges ; l'on ne sait pas pour quel motif Jean Bureau était redevable à Guillaume Ceneseme. Ce dernier était l'époux de Filippa Rapondi, petite-fille de Dino Rapondi, conseiller de Jean Sans Peur ; les familles Rapondi et Cenesme étant deux importantes familles de banquiers originaires de Lucques. - Après le décès de Jean, Hue de Dicy vend l'ensemble de leurs parts à Jean Leclerc, chancelier de France de 1420 à 1424. L'obligation du versement de la rente reste vraisemblablement attachée à la propriété sans que le nouveau occupant du château ne s'en rende compte.
Comme nous le savons par l'acte de partage de 1385, des marchés ont lieu tous les mardis et vendredis, et des foires deux fois par an. Dans cette période d'interruption de la guerre de Cent Ans, sous l'impression des dommages subis, Luzarches est apparemment équipé de remparts, avec quatre portes : porte des Viviers (vers Paris), porte de Creil, porte de Meaux et porte Vivien. Certaines cartes du XVIe au  XVIIIe siècle confirment cette hypothèse. Des personnages importants font étape à Luzarches lors de leurs voyages entre Paris et le nord de la France, tel que Philippe le Hardi, duc de Bourgogne, au moins cinq fois entre 1392 et 1399. Luzarches reste globalement une cité prospère à la fin du XIVe siècle, qui tient toujours une large partie de ses revenus du commerce. Bien entendu, le fossé est grand entre les bourgeois et marchands d'une part, et la majorité de la population, vivant en pauvreté, d'autre part. Les vols sont fréquents.
Charles d'Orléans, fils de Louis, est emprisonné en Angleterre à la suite de la bataille d'Azincourt, en 1415. Le régent, le duc de Bedford, confisque sa part de la seigneurie de Luzarches ; puis le roi Henri VI la donne à Robert, seigneur de Willoughby, en 1430. En 1440, Charles est enfin libéré après s'être racheté par le versement d'une rançon, et ses possessions de Luzarches lui sont restituées. Il les donne à sa sœur Marguerite, épouse de Richard d'Etampes-Bretagne, dont la fille Catherine les apportera en dot lors de son mariage avec le prince d'Orange en 1438. C'est une période de misère dans toute la France, la population est décimée et les champs restent souvent en friche. Luzarches est devenue pauvre et dépeuplé, les habitants ne peuvent plus tenir profit du commerce qui se déroule par la grande route, ni payer les rentes et taxes. - Le fils du prince d'Orange, Jean de Chalon, sera le deuxième seigneur de la famille d'Orange à Luzarches. Il y aura un intermède entre 1483 et 1485 ; le roi confisquant ses biens et les donnant aux chanoines de la collégiale Saint-Côme ; mais Jean parvient à les récupérer. Il les vend aussitôt à l'écuyer Jean de Rocheux. Du temps des princes d'Orange à Luzarches, le petit-fils de Jean Leclerc, Pierre, est évincé du château de la Motte par un héritier de Hue de Dicy, Jean d'Auzonville ; le procès qui oppose ces deux parties dure cinquante ans.
Les deux partis opposés dans ce procès ne réalisent vraisemblablement pas leur obligation de verser la rente de trois cents livres à la famille Cenesme. Ainsi, ni Pierre Leclerc, ni Jean d'Auzonville ne récupère le château de la Motte, mais il est adjugé avec la moitié de la seigneurie de Luzarches à Marc de Cenesme par décret du 31 juillet 1492. Ce nouveau seigneur est le fils de Guillaume, bénéficiaire de la rente accordée en 1418. De Cenesme achète également des terres ayant appartenu aux filles de Gilles Gallois et qui étaient sorties de la propriété avant que cette dernière ne soit passée aux frères de Dicy. Le 26 mars 1500, Marc de Cenesme rachète de surcroît l'autre moitié de la seigneurie de Luzarches avec le château d'En-Haut ou de Saint-Côme : il devient ainsi l'unique seigneur du bourg de Luzarches ; 400 ans de partage entre deux voire trois seigneurs prenant fin.

### Époque moderne, de la Renaissance à la fin de l'Ancien Régime
Nous disposons de descriptions sommaires des deux châteaux tels qu'ils se présentaient quand Marc Cenesme fut seigneur de Luzarches. Le château de la Motte était couvert d'ardoise, fermé de fossés et munis de deux ponts-levis (un devant et un derrière). Il comprenait en outre un colombier sur pied ; une basse-cour ; un espace attenant de douze à quinze arpents, clôturé de fossés et de haies vives, avec un jardin et une garenne à l'intérieur ; un verger de diz arpents, appelé le « Cloz des hautées » ainsi qu'une place vague proche du château appelé le donjon (en fait la motte, accumulée lors de l'excavation des douves). Le château de Saint-Côme était couvert de tuiles, avec un vieux logis, « un vieil bastiment en façon d'une tour », granges et écuries ; le tout fermé de fossés et un pont-levis par devant. Il comprenait en outre un colombier sur pied ; une basse-cour ; un verger de dix arpents devant le château, clos de murs ; un clos de vignes de quatre arpents derrière le château, appelé « le Clos Saint-Cosme ».

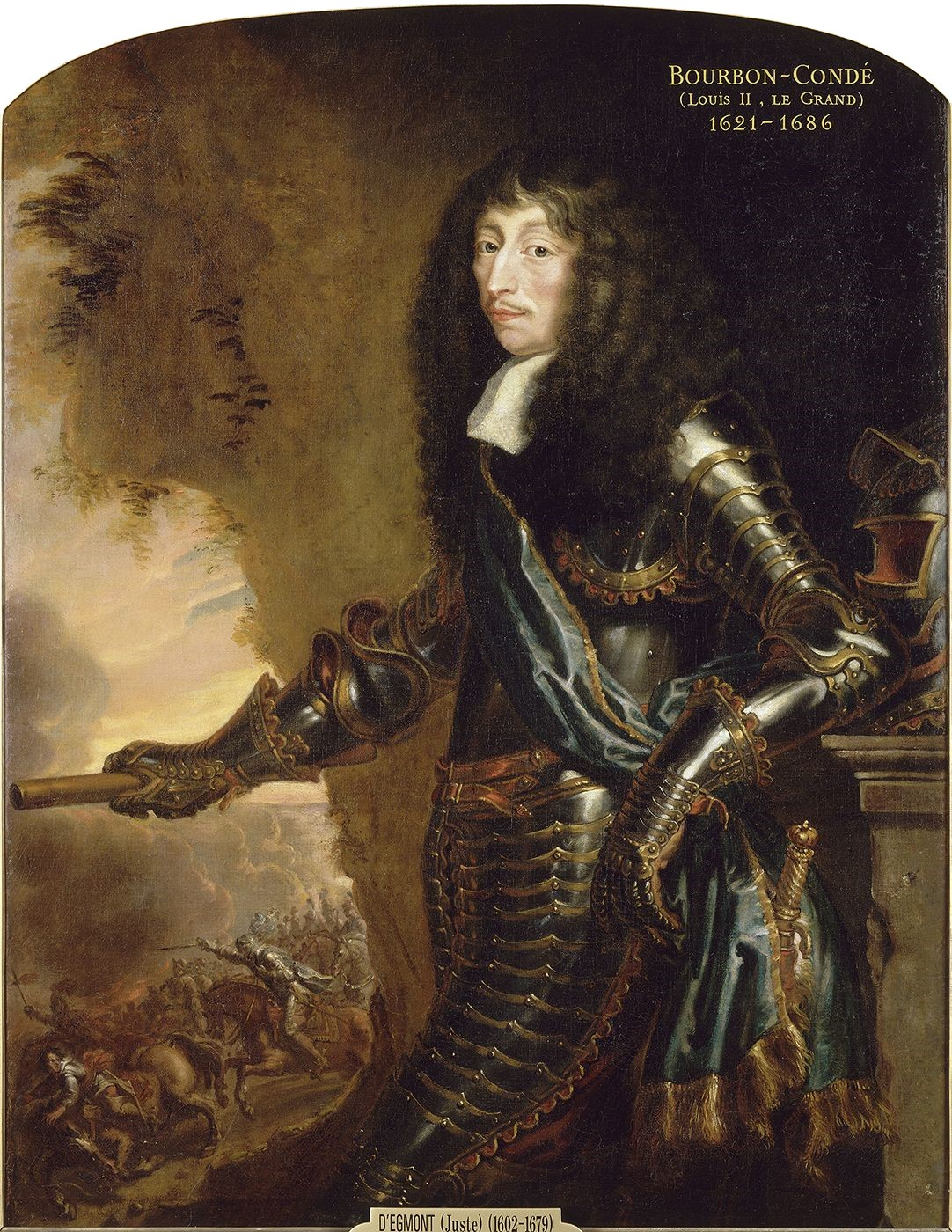
Louis II de Bourbon-Condé, dit le Grand Condé (1621-1686), fut seigneur de Luzarches à partir de 1646, en tant que tuteur de son fils paraît-il.

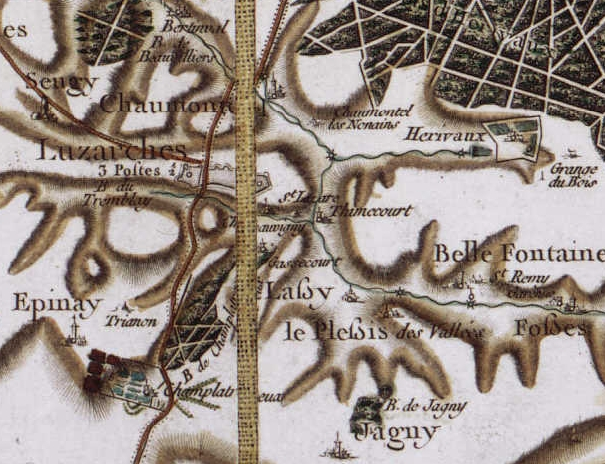
Luzarches sur la carte des Cassini, vers 1780 : l'on reconnaît la position des différents hameaux, châteaux et fermes seigneuriales situés sur le territoire de l'actuelle commune, ainsi que la maladrerie Saint-Lazare.

Luzarches compte alors plusieurs moulins à eau et à vent, trois étangs pour livrer du poisson, et deux pressoirs: ils servent à la fabrication du vin, car la viticulture est toujours présente, tout comme la fruiticulture (qui subsiste aujourd'hui dans le Val-d'Oise). Les seigneurs tiennent des revenus des droits de passage octroyés aux transports de marchandises passant par la grande route Paris - Amiens qui traverse le bourg, qui rapportent trente livres par an : ce n'est pas une somme considérable par rapport aux quatre cents livres que rapportent chaque année les cens payables par les habitants. Le moulin bannier, où tous les habitants sont obligés de faire moudre leur grain, est le moulin Bécherel (aujourd'hui connu comme le moulin de Luzarches).
Marc de Cenesme, payeur à la cour des comptes décède le 18 août 1513 et sa veuve Daufine de Condan prend les affaires en main, jusqu'à la majorité de leur fils Jean, l'année suivante. Luzarches s'est alors rattrapé des suites de la guerre de Cent ans et compte 2 400 habitants environ, c'est de nouveau une ville florissante. Jean est écuyer, puis devient chevalier et commissaire général de l'artillerie. Il fait rebâtir le portail de l'église, dans le style de la Renaissance, et reconstruire le château de la Motte qui devient le château principal ; le château d'En-Haut est peut-être habité par son frère Louis, dont on sait qu'il vivait également à Luzarches. François, fils de Jean, devient le seul seigneur de Luzarches en 1543. Il a des filles mais aucun fils ; après son décès en 1575, sa femme Suzanne et ses deux filles puînées (et respectivement leurs gendres) ainsi que Sidoine de Cenesme héritent de la seigneurie en indivis. Suzanne se remarie ultérieurement et échange sa part contre des rentes. Vers la fin du siècle, le château d'En-Haut est partiellement détruit pendant les guerres de religion et transformé en ferme. En 1607, les propriétaires de la seigneurie, toujours indivise, ne sont qu'au nombre de deux : Ambroise Aurillot (fille de François et Suzanne), et les petits-enfants de sa sœur Marguerite.
Telle sera la situation de Luzarches jusqu'à la Révolution française: il y aura deux propriétaires qui se partagent la seigneurie à parts égales, la seigneurie restant officiellement indivise. Les transferts des propriétés s'opèrent uniquement par voie d'héritage, avec les familles du Bec et Prud'homme jusqu'au milieu du XVIIe siècle. La part des du Bec est vendue nominalement à Henri Jules de Bourbon-Condé en 1646, qui n'a que trois ans à ce moment, ou bien à son père, le Grand Condé. La part des Prud'homme est vendue à Nicolas Viole, maréchal de camp, et puis, en 1654, à Édouard-Jean Molé, seigneur de Champlâtreux et, en ce moment, maître des requêtes. Tous les seigneurs de Luzarches jusqu'en 1789 seront des Bourbon-Condé et des Molé,.
Les conséquences néfastes des Guerres de religion sont assez rapidement surmontées, et dès le début du XVIIe siècle, la prospérité s'installe de nouveau à Luzarches. Le nombre des hôtelleries y est au moins de seize, dont au moins cinq situés rue du Bourg (l'actuelle rue Charles-de-Gaulle). Les hôtels de la Rose et du Cerf sont mentionnés depuis la fin du XIVe siècle ; les autres depuis le XVIe siècle. Un seul hôtel subsiste de nos jours avec sa galerie de circulation extérieure donnant sur la cour, l'hôtel du Cerf, reconstruit au XVIIIe siècle et servant d'habitation : le bourg de Luzarches ne compte en effet plus aucun établissement hôtelier au XXIe siècle. La paix est perturbée plusieurs fois à partir du milieu du siècle, avec cantonnement de soldats dans la ville ; un seigneur de Luzarches est par ailleurs en personne l'un des principaux acteurs de la fronde entre 1648 et 1653, il s'agit du Grand Condé. Louis XIV passe au moins six fois la nuit à Luzarches, en 1667, 1671, 1675, 1678, 1690 et 1691, tout comme l'avaient fait ses prédécesseurs.
Au début du XVIIIe siècle, l'hôtel-Dieu et la maladrerie Saint-Ladre sont réunies par décision du Conseil d'État. Deux ans plus tard, l'hôtel de l'Échiquier près de la halle est acquis pour y établir le nouvel hôpital « Saint-Jacques et Saint-Claude » qui existera jusqu'en 1865.
L'année 1706 voit la destruction du château de la Motte ou d'En-Bas, qui avait été habité par M. et Mme. de Neufchâtel, nom adopté par le prince de Soissons, successeur de la famille du Bec, qui avait vendu sa part de la seigneurie au prince de Condé. Les pierres ont été réutilisées et les boiseries en partie transportées à Paris.
En 1755, le nouveau tracé de la « voie royale » de Paris à Amiens et Lille est mis en service au sud de Luzarches, entre l'actuel chemin Vieux de Paris (qui correspond à l'ancien tracé) et Sarcelles. La route passe désormais derrière le château de Champlâtreux et non devant, ou l'ancienne route subsiste sous le nom d' « allée d'Écouen ». Luzarches est le troisième relais de poste aux chevaux sur la route royale de Paris à Amiens, sur onze relais au total pour une distance de 31,5 lieues. En 1776, la diligence circule quatre fois par semaine et par sens, la durée du voyage étant de dix-sept heures et demie et le prix de la place de vingt-quatre livres. Le départ de Paris avait lieu les mardi, mercredi, vendredi et dimanche à 0 h 30 ; passage à Luzarches à 3 h 30 et arrivée en Amiens à 18 h 00. Une pause pour le déjeuner avait lieu à Saint-Just-en-Chaussée, à 10 h 00.
Peu avant la Révolution, la superficie de la paroisse de Luzarches de lors qui correspond à peu près à la commune actuelle (21,18km² comparé à 20,49 km2 aujourd'hui) était occupée comme suit : bois - 39,5 % ; terres labourables - 38,8 % ; communs et friches - 8,1 % ; près - 8,0 % ; bâtiments, maisons, cours et jardins - 3,2 % ; routes, chemins, rivières et ruisseaux - 1,9 % ; vignes - 0,6 %. Le bourg comprenait un axe nord-sud, la rue du bourg (aujourd'hui rue Charles-de-Gaulle) prolongée par la rue du Pontcel, avec les rues parallèles du Cerf et du Cygne au centre. La limite sud du bourg était au début de la rue des Selliers. Dans le sens est-ouest, les rues Vivien, de Meaux, Saint-Côme, de Rocquemont et Saint-Damien étaient construites sur toute leur longueur actuelle ; la rue Bonnet jusqu'à peu avant le champ de foire. Les rues Lefèvre, de l'abbé Soret et François-de-Ganay existaient aussi, mais sous d'autres noms. Sinon, les appellations des rues datent pour la plupart du Moyen Âge.

## Epoque contemporaine

### La période révolutionnaire

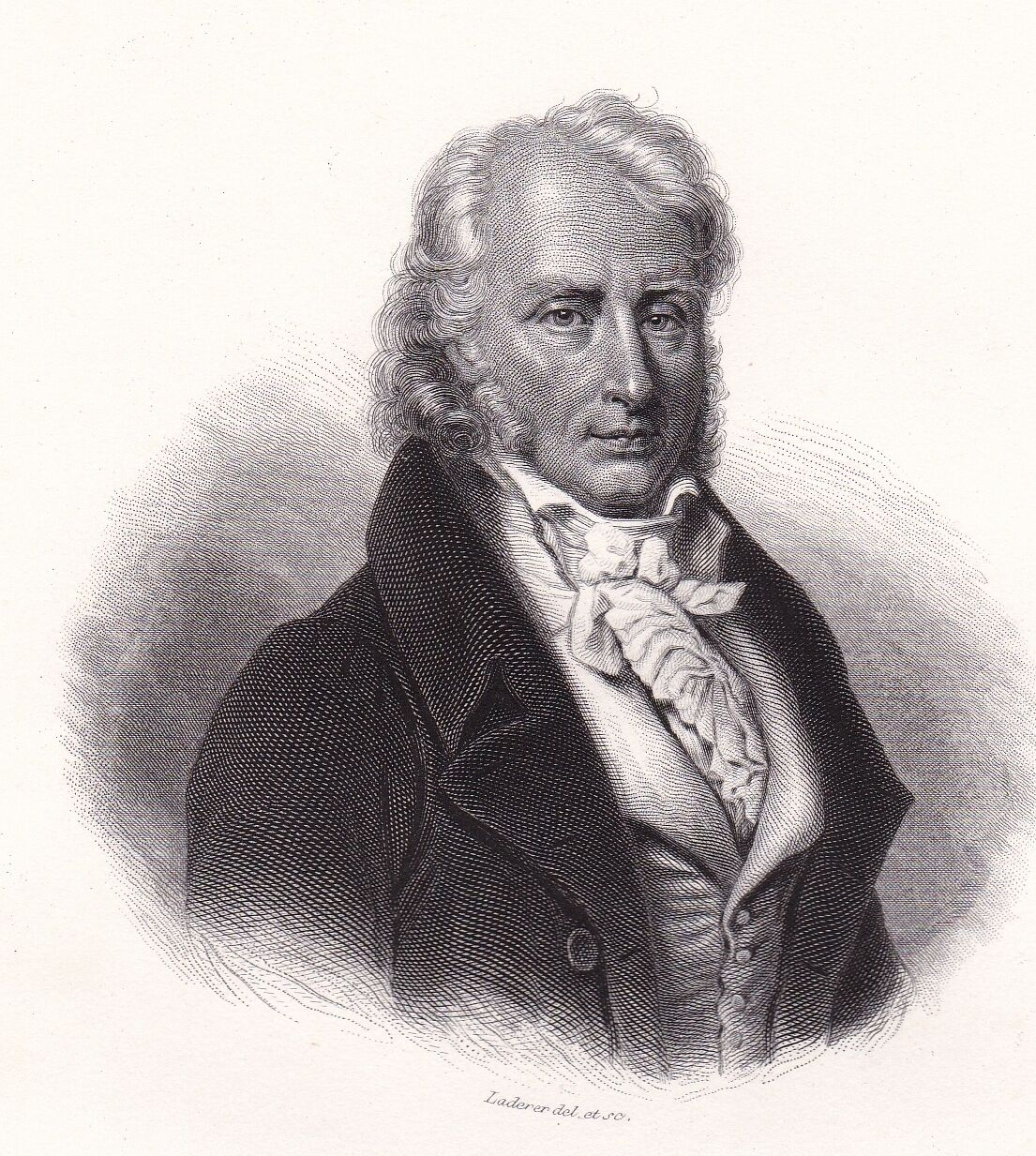
Benjamin Constant (1767-1830)

À Luzarches comme ailleurs, l'effervescence était grande pendant cette période ; « il y avait des clubs et même des tricoteuses ; des motions furent adressées et des députations envoyées à la Convention ; des membres du Comité de salut public vinrent à Luzarches ; des arrestations eurent lieu ; un détachement de l'armée révolutionnaire fut en permanence, etc. Il y eut aussi des fêtes patriotiques, des processions auxquelles la célèbre Sophie Arnould assistait en déesse de la Liberté, etc. ». Luzarches devient chef-lieu de canton du district de Gonesse, puis de l'arrondissement de Pontoise, dans le département de Seine-et-Oise.
La Constituante décide de la vente des biens de l'église et du clergé comme biens nationaux en date du 2 novembre 1789 ; l'église paroissiale en est toutefois exempté, servant de temple de la Raison. Avant que cette mise en vente ne fût effectif pour la totalité des objets, l'Assemblée nationale transfère un grand nombre de biens nationaux aux communes par décret du 19 janvier 1791 ; en font partie aussi les biens des émigrés et des suspects à compter du 27 juillet 1792. C'est donc la commune de Luzarches qui traitera avec les potentiels acquéreurs. Deux personnages connus profitent de l'occasion pour se doter de grandes résidences bourgeoises sur la commune : la cantatrice d'opéra Sophie Arnould qui avait achevé sa carrière en 1778 et achète le domaine de Rocquemont avec son ancienne abbaye, et l'homme politique et écrivain Benjamin Constant, qui attend cependant jusqu'au 7 août 1795 pour acquérir l'ancienne Abbaye d'Hérivaux. Proche du pouvoir sous l'Ancien Régime, Sophie Arnould, pourtant favorable à la Révolution, échappe de peu à l'arrestation grâce à un buste de Marat qu'elle avait placée dans sa demeure à des fins stratégiques. Cependant, l'ancienne cantatrice ne dispose pas de rentes suffisantes pour mettre à terme les travaux de réaménagement entrepris et ni même pour entretenir le domaine, qu'elle quitte en 1799 pour une modeste chambre dans la capitale, chez un perruquier.
Quant à Benjamin Constant, il deviendra l'un des représentants de Luzarches dans les Assemblées locales, et en mars 1797, il est élu président de l'administration municipale du canton. Il se distingue surtout par une affaire de dénonciation portant sur le curé royaliste de Luzarches, François Oudaille : lors de l'amnistie de 1797, sous le Directoire, la dénonciation du curé menace de retomber sur Constant jusqu'à la nouvelle arrestation du premier, ayant refusé par écrit le respect de la Constitution civile du clergé de 1790. À peine quatre ans plus tard, Constant quitte Luzarches et met en vente Hérivaux le 16 février 1801. Cette courte période lui aura suffi pour anéantir la plupart des bâtiments de l'abbaye qu'il avait pourtant repris en bon état.
Le 22 septembre 1793, cinquante-deux liasses de titres féodaux furent brûlées sur la place publique devant la présence d'un grand nombre de citoyens. Ce fut la suite à l'examen des conditions dans lesquelles les cens (rentes féodales) avaient été accordés, et nombre de citoyens issus de la noblesse ou de la bourgeoisie se voient contraints de racheter les rentes dont ils avaient bénéficié auparavant, comme le citoyen Mongé, propriétaire de la maison « L'Ange » depuis 1766. Les anciens fiefs seigneuriaux sont souvent vendus en plusieurs lots, et à Luzarches, les seigneuries de Gascourt, Chauvigny, Thimécourt, Bertinval et Chaumontel-les-Nonains cessent d'exister.

#### Luzarches autour de 1800
Luzarches étaient l’un des chefs-lieux de canton les plus populeux du département de Seine-et-Oise, siège d’une juridiction de paix, muni d’une brigade de gendarmerie et équipé d’une maison commune (hôtel de ville) avec prison, d’une poste aux lettres, d’une poste aux chevaux, d’une école et d’un hôpital. Il y a deux notaires et un receveur d’enregistrement.  Des foires très importantes ont lieu deux fois par année, le 28 septembre et le 28 octobre ; dès 1804, une troisième foire est instaurée au début du carême. L’industrie naissante est présente sous la forme d’une filature de coton et d’une manufacture de toile. Le bourg tient l’essentiel de ses revenus de l’agriculture et du commerce qui y est lié, le pays de France avec ses terres fertiles jouant un rôle important dans l’approvisionnement de Paris en denrées alimentaires. La viticulture est elle aussi présente. De nombreux artisans sont installés au bourg, qui assume une véritable fonction centrale pour son canton. Certains métiers représentés témoignent d’une certaine prospérité de Luzarches, car ils sont, à l’époque, l’apanage des villes : boulanger, pâtissier, boucher, tailleur de vêtements, marchands en épicerie.

### XIXe siècle, la modernisation progressive de l’équipement de la commune

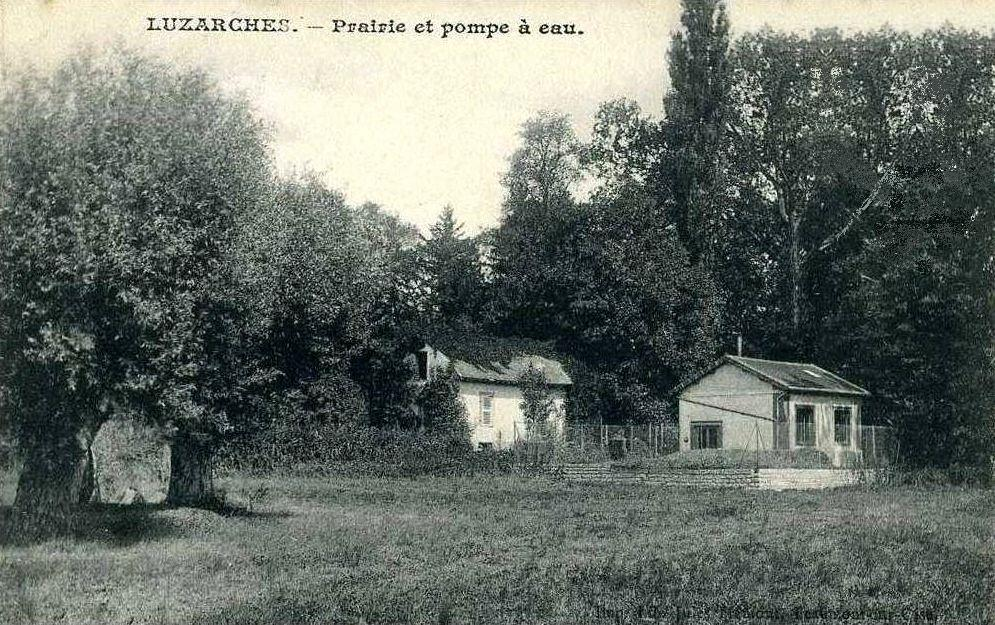
La station de pompage permettant d'acheminer l'eau potable de la fontaine Carbonnier vers un réservoir situé sur les hauteurs de la ville, afin d'approvisionner les habitants moyennant des bornes-fontaines.

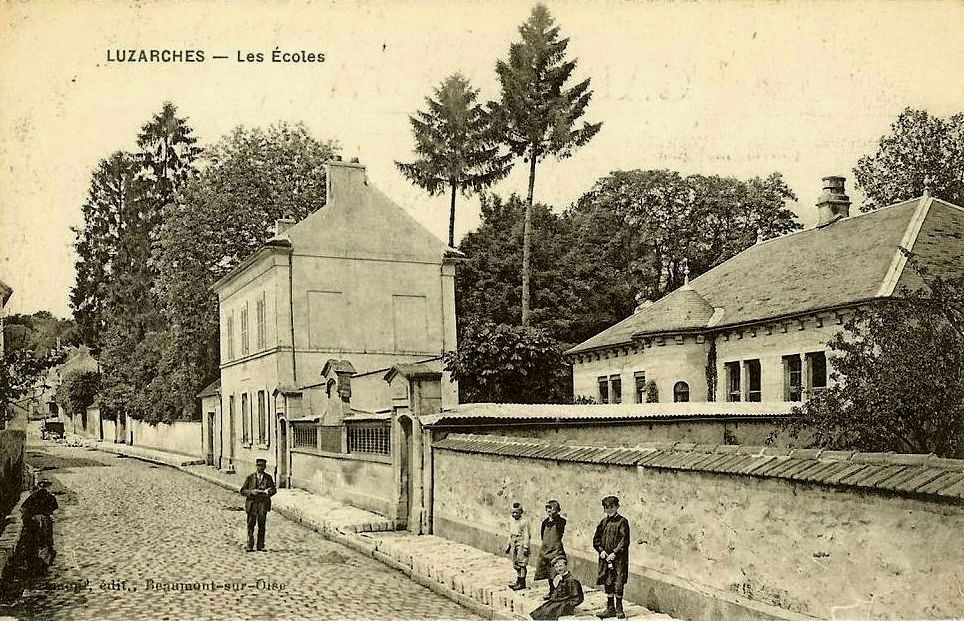
La deuxième école de Luzarches de 1872-74, à deux classes et sans étage, et la première maison d'école de 1839, visible au second plan.

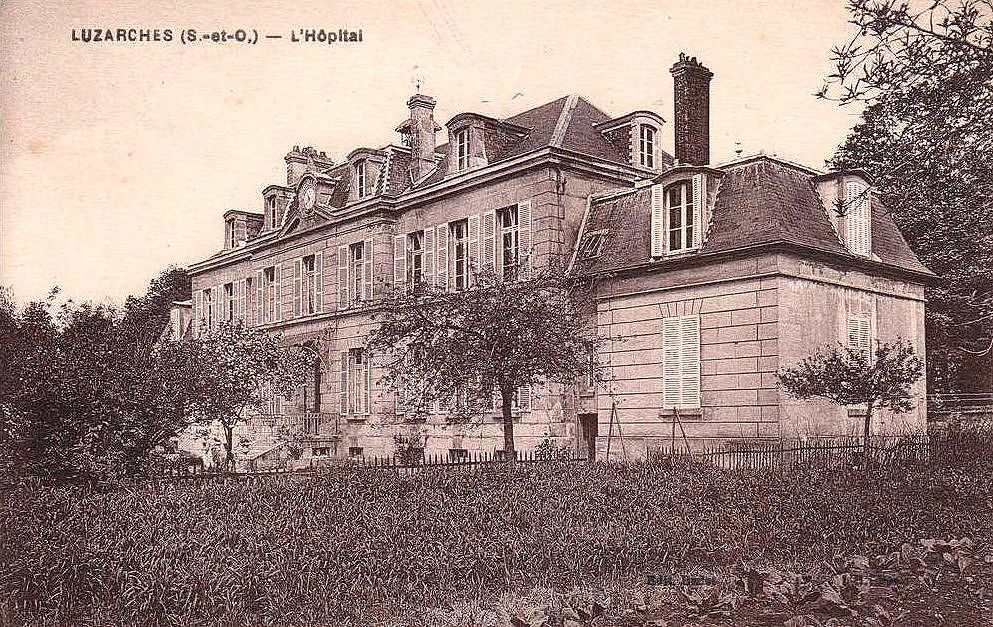
L'hôpital de Luzarches de 1865-66, place de la République, dessiné par l'architecte parisien V. Gillet. Le bâtiment accueille aujourd'hui une maison de retraite.

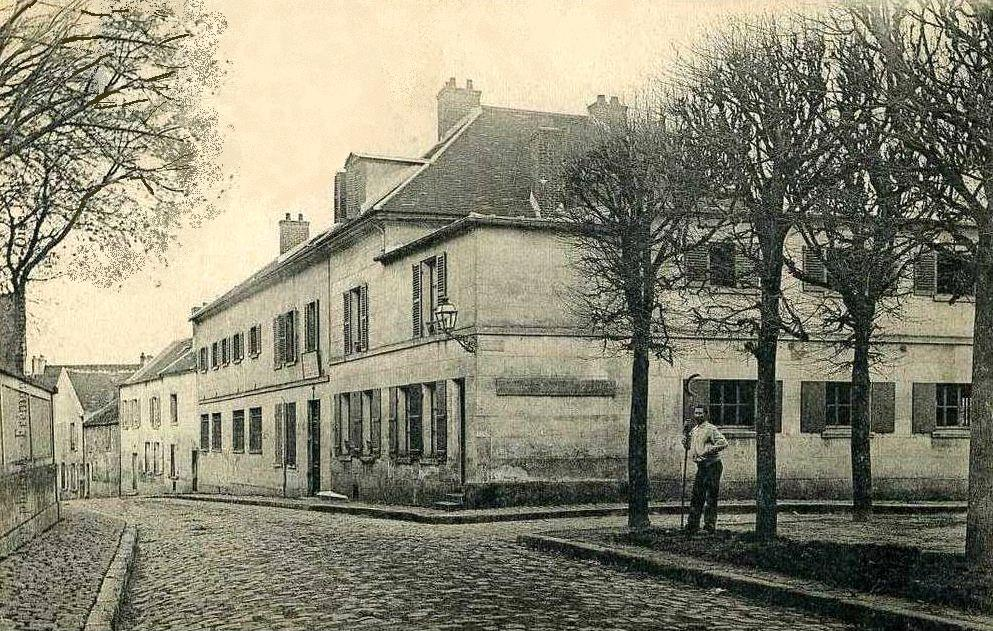
L'orphelinat fondé en 1851 par l'abbé Soret, curé de Luzarches, accueillait une bonne cinquantaine d'enfants dix ans plus tard. La rue porte aujourd'hui le nom de son fondateur, Chevalier de la Légion d'honneur.

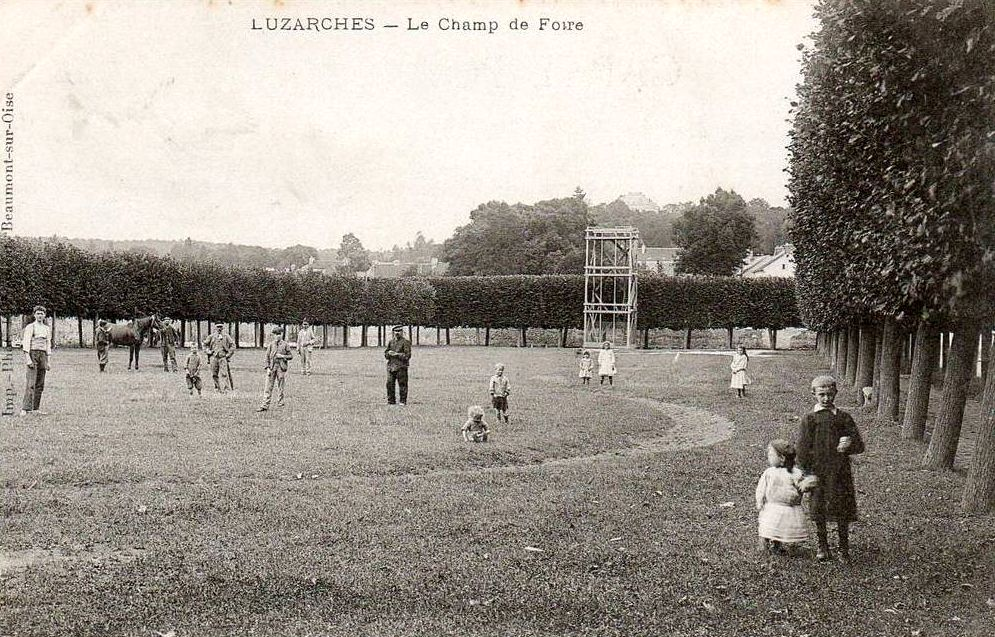
Le champ de foire, baptisé actuellement place de la République, avec l'échafaudage destiné à l'entraînement des sapeurs-pompiers construit en 1903. Au fond, les hauteurs de Saint-Côme.

À l’aube du XIXe siècle, Luzarches dispose d’un certain nombre d’équipements, mais ces derniers sont souvent installés dans des bâtiments vétustes ou inadaptés, ou ne correspondent plus aux exigences. D’importance primordiale pour la santé publique, l’on peut nommer en premier lieu l’approvisionnement en eau potable. Bien que plusieurs demeures et fermes sont munies d’un puits, leur eau est impropre à la consommation. C’est également le cas de l’unique puits public, le puits de la halle, situé dans la rue Bonnet face au poteau du milieu. En effet, une unique fontaine livre de l’eau claire et pure : la fontaine de Roquemont, aménagée en 1777 et 1787, mais située en dehors de la ville, difficile d’accès et éloignée de 800 m du quartier de l’église. Les habitants de ce quartier, surtout des ouvriers, renoncent souvent à faire la corvée d’eau et boivent l’eau puisée à proximité. La conséquence pour la santé la plus apparente est le développement de goitres chez la majorité de la population concernée. Dès la fin de l’Ancien Régime, l’acheminement de l’eau potable en ville avait été projeté, et le conseil municipal est parfaitement conscient du problème, mais il tergiverse maintes fois sans parvenir à se résoudre. Ce n’est qu’autour de 1900 qu’une solution est obtenue, en utilisant des sources éloignées du bourg, la fontaine Carbonnier (ou source Corbinnière) et la source du Chemin Vert, dont l’eau est transportée vers un réservoir à l’angle du chemin de Saint-Martin et le chemin des Carrières, moyennant une machine à vapeur. Dès lors, les habitants pouvaient s’approvisionner à plusieurs bornes-fontaines placées à des endroits stratégiques du centre de Luzarches.
La maison commune se trouve en piteux état dès le début du XIXe siècle, et le pignon menace en ruine en 1827. Mais devant l'importance des frais, le conseil municipal hésite à construire une nouvelle mairie et décide de reconstruire le bâtiment existent en 1831. Au bout de huit années de discussions, les travaux sont enfin exécutés en 1835. La disposition des pièces était alors la suivante : au rez-de-chaussée, à gauche le logement du concierge, à droite, le corps de garde et derrière, une salle d'arrêt avec cabinet d'aisance ; au premier étage, la salle du conseil municipal, la salle servant d'auditoire pour le juge de paix, et le secrétariat avec les archives ; au deuxième étage, deux autres pièces du logement du concierge, une deuxième salle d'arrêt et des cabinets d'aisance. Les plans sont de l'architecte Pierre Henri Poidatz.
Concernant l’éducation, autre sujet de prime importance, l’école des garçons se tient au presbytère, à côté de l’église, et l’école des filles au sein de l’hôpital, les cours étant dispensés par les religieuses responsables de l’hôpital. Il y avait une classe gratuite et une classe payante. La construction d’une première maison d’école est entamée en 1839, rue Bonnet ; elle comprend une unique salle de classe affectée à l’école des garçons, et le logement de l’instituteur à l’étage. Avec la construction du nouvel hôpital, dans cette même rue, en 1865-66, l’école des filles est transformée en école communale, mais l’éducation est assurée comme auparavant par les sœurs au sein de l’hôpital, la commune ne se voyant pas en mesure d’assumer la construction d’une deuxième maison d’école. Mais elle reconnaît en même temps que la maison d’école existante est trop exiguë et une nouvelle école est construite entre 1870 et 1872, toujours dans la rue Bonnet. Ce bâtiment, sans étage, reflète la mode néogothique, avec ses contreforts à lamier, des corbeaux de pierre et de fenêtres à meneaux, ainsi qu’une tourelle au centre de la façade, pour renforcer l’effet symétrique. Les deux salles de classe disposent chacune d’une entrée séparée, l’une pour les filles, l’autre pour les garçons ; toutefois, en 1874, Luzarches possédant une école de garçons et deux écoles de filles, l’on peut supposer que ce nouveau bâtiment fut affecté aux classes des garçons uniquement : la première maison d’école à côté et l’hôpital accueillant à leur tour les écoles de filles. Le nombre de garçons inscrits à l’école était de 75 en 1881.
La date d’ouverture de la première école maternelle n’est pas connue, mais l’on peut la situer vers le milieu du XIXe siècle, faisant suite à un circulaire du préfet de janvier 1834 que la commune n’avait pas voulu suivre dans un premier temps : la plupart des mères de famille resteraient à la maison tout le temps et s’occuperaient bien des petits enfants, si bien qu’il n’y aurait pas assez d’enfants pour justifier la création d’une salle d’asile (telle fut la dénomination de l’époque consacrée aux écoles maternelles). C’est l’abbé Soret, curé de Luzarches, qui donna l’impulsion pour en ouvrir une en assumant lui-même une grande partie des charges. En 1876, la gratuité est instaurée, et l’asile reçoit alors 60 enfants. L’éducation est assurée par des religieuses ; ceci encore une fois par souci d’économie de la part de la commune.
D’autres équipements à vocation sociale sont l’hôpital et l’orphelinat. Comme il a été dit, le premier a emménagé dans un nouveau bâtiment le 9 décembre 1866, dessiné par l’architecte parisien V. Gillet est localisé à l’écart de l’agglomération par souci d’hygiène: en effet, la rue Bonnet au nord de la champ de foire (place de la République) ne fut pas encore construite à l’époque. La façade principale est tournée vers le sud pour que les malades puissent bénéficier d’un bon ensoleillement. - Situé rue du Poncel en plein centre-ville, l’ancien hôpital, bien qu’ayant été agrandi en 1842, ne suffisait plus aux exigences et gênait surtout les riverains. Les hôpitaux des petites villes de province de l’époque ne furent pas des établissements médicalisés selon la notion actuelle du terme ; notamment, ils se caractérisaient par l’absence de personnel qualifié, et les religieuses se consacrant aux soins des malades n’avaient que des connaissances rudimentaires d’hygiène. Luzarches se démarquait en employant un médecin dans son hôpital. Le personnel se composait sinon de cinq sœurs (dont deux affectées à la classe des filles et à l'asile), d'un secrétaire, d'un receveur et d'un domestique. Pour les patients, le travail était obligatoire pour ceux dont l'état de santé le permettait, y inclus les vieillards, à raison de huit heures par jour. L’hôpital a été agrandi en avril 1889 pour accueillir également les malades de Chaumontel, Lassy, Le Plessis-Luzarches et Bellefontaine. La chapelle de l’hôpital a été agrandie deux ans plus tard.
L’orphelinat, quant à lui, fut également une fondation de l’abbé Soret et date de 1851. Financé par les moyens personnels du curé et par des dons, il recueillait des orphelins de tout le département. Le nombre d’occupants était de 55 en 1862, quand 27 en étaient déjà sortis.  Comme consécration de ses œuvres de bienfaisance, l’abbé Soret reçoit « la grande médaille du mérite » en 1867, et deux ans plus tard, il est nommé chevalier de la légion d’honneur. La rue où se situait l’orphelinat porte aujourd’hui son nom.
L'église paroissiale doit être réparée plusieurs fois : le clocher est frappé par la foudre dans la nuit du 10 juin 1835, et il doit une nouvelle fois être réparé en 1863, tout comme les murs de la chapelle de la Vierge. Le conseil municipal refuse alors des subventions, tenant compte de la mauvaise gestion du conseil de fabrique qui s'était endetté pour acheter des tentures en 1845, installer un orgue en 1855, et décorer l'église avec des nouveaux vitraux, des dorures et des tableaux, au détriment de l'entretien de l'extérieur du bâtiment.
Le corps des sapeurs-pompiers existe depuis de longue date à Luzarches, mais n'est pas suffisamment équipé et ne consiste en 1824 que de douze hommes plus un commandant, puis de quinze hommes. Ce n'est qu'en 1872 qu'un bâtiment est construit pour abriter la pompe à incendie et le matériel, et l'équipement est jugé complet et en parfait état. En 1895, l'effectif des sapeurs-pompiers est porté à vingt hommes, volontaires devant s'engager pour cinq ans et équipés aux frais de la commune. Pour leur entraînement, un échafaudage de trois étages est érigé sur le champ de foire en 1903.
L'éclairage public est instauré progressivement, avec parcimonie, à partir de 1860. Il peut être intéressant de mentionner qu'il fut l'objet d'une délégation de service public, bien que le nombre des réverbères se limitait à trois au début. Quatre lanternes supplémentaires suivent en 1865 et deux autres en 1873 ; quant aux hameaux, Gascourt et Thimécourt bénéficient de deux lanternes chacun en 1890. En 1909, le nombre des réverbères au bourg atteint les dix-huit. Des progrès considérables sont obtenus par la suite avec le début de la distribution de l'énergie électrique et du gaz vers 1910, assurées par la Saint-Quentinoise de l'Éclairage.
La création d’une petite bibliothèque en 1872 dans l'école de 1839, gérée par un instituteur, était la conséquence du constat qu’arrivés à l’âge de 20-25 ans, la plupart des adultes ayant quitté l’école à douze ans avait déjà désappris ce qu’on leur avait appris. Dans les maisons, l’on ne trouvait souvent ni encre ni papier, et encore moins de livres. La bibliothèque proposait d’une part, des livres prêtés aux enfants scolarisés, et d’autre part, des livres destinés à être lus en famille durant les soirées d’automne et d’hiver. Un catalogue n’a été réalisé qu’en 1910, ce qui souligne le caractère modeste de la bibliothèque.

#### Arrivée du chemin de fer à Luzarches

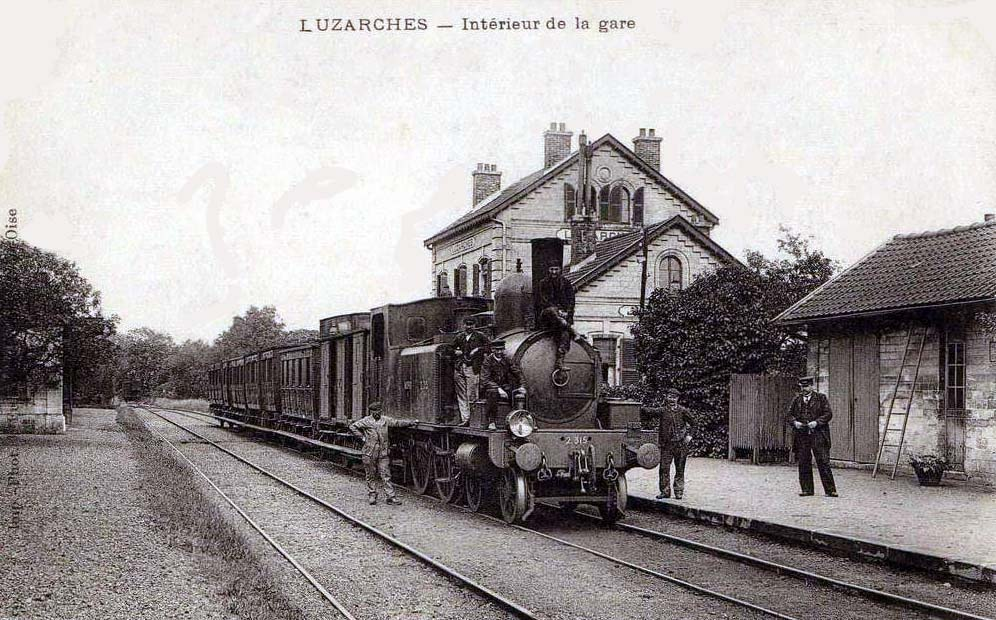
Train de la Compagnie du Nord dans la gare de Luzarches, avant le départ pour Paris ; au fond, on aperçoit la fin de la ligne.

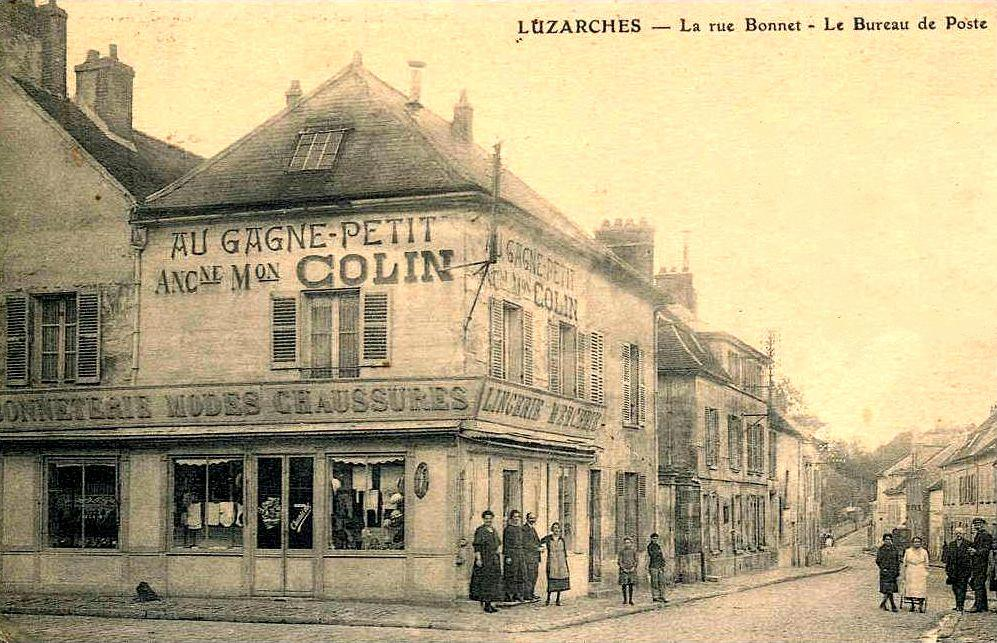
Vue dans la rue Bonnet en direction de la place de la République ; la halle se situe à droite (non visible). La deuxième maison à gauche a abrité le bureau de Poste depuis 1905. À sa place se trouve le nouveau marché.

Sous le règne de Louis-Philippe et sous le Second Empire, les rues du bourg sont rectifiées comme ailleurs en France : des retranchements sont effectués où les rues sont jugées plus larges que nécessaire, les riverains bénéficiant alors de la possibilité d'agrandir leurs terrains. Par contre, aux endroits où des maisons ou des terrains obstruent le passage, des avancées sont opérées, allant de pair avec la démolition partielle de certaines maisons et bâtiments utilitaires. L'on obtenait un alignement plus ou moins parfait des maisons, et ce fut à cette occasion que des hauts murs d'enceinte furent construits par les propriétaires des maisons en recul par rapport au nouveau tracé de leur rue. Les villages de la région prenaient alors le visage qu'ils gardent encore aujourd'hui. Il va de soi que les conflits entre les riverains et la municipalité de Luzarches furent récurrents.
Dès que le conseil municipal apprit que la Compagnie des chemins de fer du Nord voulait construire une ligne directe entre Saint-Denis et Creil, en 1852, il entreprit des démarches afin d'influencer les ingénieurs pour qu'ils retiennent l'itinéraire par Luzarches. Mais le tracé proposé par les élus de Luzarches comportait des erreurs de calculs et suggérait des déclivités plus faibles qu'en réalité, raison de son rejet par la Compagnie. Luzarches devra se contenter dans un premier temps d'être desservi par la gare de Survilliers-Luzarches à huit kilomètres du bourg. Des omnibus hippomobiles assuraient la correspondance. En 1868, le maire de Montmorency, Rey de Foresta, propose de prolonger le chemin de fer Enghien-Montmorency jusqu'à Luzarches par Montsoult. N'obtenant pas l'appui nécessaire, il propose de prolonger le tracé de cette ligne jusqu'à un point de la ligne Paris - Creil situé entre Survilliers-Fosses et Orry-la-Ville, sans succès.
La ligne qui sera construite passera effectivement par Montsoult, mais s'y débranchera de la Ligne Épinay-Villetaneuse - Le Tréport-Mers et s'arrêtera définitivement en gare de Luzarches. Cette petite antenne à voie unique et longue de 11,3 km est ouverte à l'exploitation le 1er mai 1880, événement célébré par un banquet dans la halle aux marchandises, offert par la commune. La desserte se fait initialement par des trains directs entre Montsoult à Paris, sans changement dans la plupart des cas, mais l'horaire est éparse et une partie des trains ne circulent que pendant le service d'été. Cette situation ne satisfait pas le conseil municipal, qui déplore en 1892 et 1893 qu'un seul train pour Paris parte entre 10 h 00 et 19 h 00 qui de surcroît aurait été rendu omnibus sur tout son trajet. Mais en 1894, la Compagnie renonce même aux trains supplémentaires du service d'été et ne prend pas en compte les sollicitations de la ville de Luzarches.
Cependant, la commune sait bien profiter de la présence d'une gare quand il s'agit des liaisons télégraphiques dont cette dernière dispose. Dès 1868, Luzarches avait envisagé la construction d'une ligne télégraphique reliant le chef-lieu de canton à Pontoise, chef-lieu d'arrondissement. Mais la mise en œuvre est ajournée, et après la mise en service de la voie ferrée, le projet de création d'un bureau de télégraphes à la poste de Luzarches est rejeté plusieurs fois par le conseil municipal, pour le motif que cela entraînerait l'interdiction de se servir du télégraphe de la gare et que la poste aurait des heures d'ouverture plus restreintes que la gare. Même l'insistance du préfet restera sans influence. Par contre, Luzarches est conscient des avantages du téléphone et une cabine téléphonique est installée dans le bureau de poste vers 1899, financée grâce à une souscription.
Le 18 novembre 1870 le ballon monté Général-Uhrich s'envole de nuit de la gare du Nord à Paris alors assiégé par les prussiens et termine sa course, au petit matin, à Luzarches après avoir effectué 8 h 45 minutes de vol et parcouru seulement trente-six kilomètres. C'est le premier vol de nuit de l'histoire.
La première boîte aux lettres, à la gare, fait son apparition en 1885 et est financé par Chaumontel ; une deuxième boîte est installé au bureau de poste fin 1892 et une troisième en juin 1903 à Hérivaux. Les horaires de distribution du courrier et de levée sont organisés de façon à permettre de répondre dans la journée même aux lettres envoyées depuis Paris au matin, le nombre de distributions du courrier par jour étant de trois. À partir de 1905, le bureau de poste se trouvait dans la maison Camus, dans la rue Bonnet près de la halle. Cette maison n'existe plus, et à sa place, la commune a construit le nouveau marché au début du XXIe siècle.

#### La vie économique et sociale de la commune

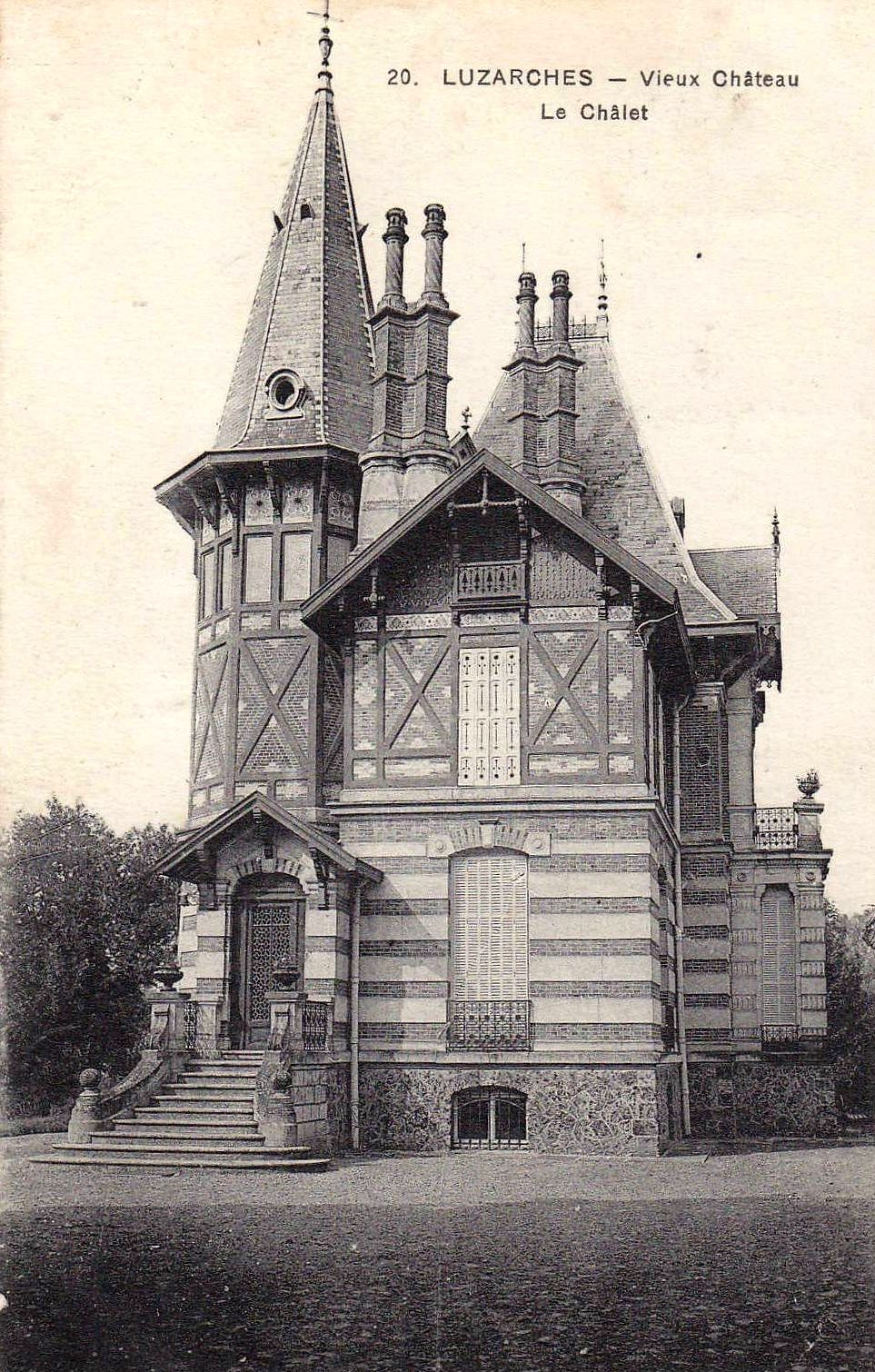
Le Châlet, villa situé dans le parc du château de la Motte construit en 1877. D'architecte inconnu, elle se rattache à l’architecture pittoresque qui se développe à la fin du XIXe siècle

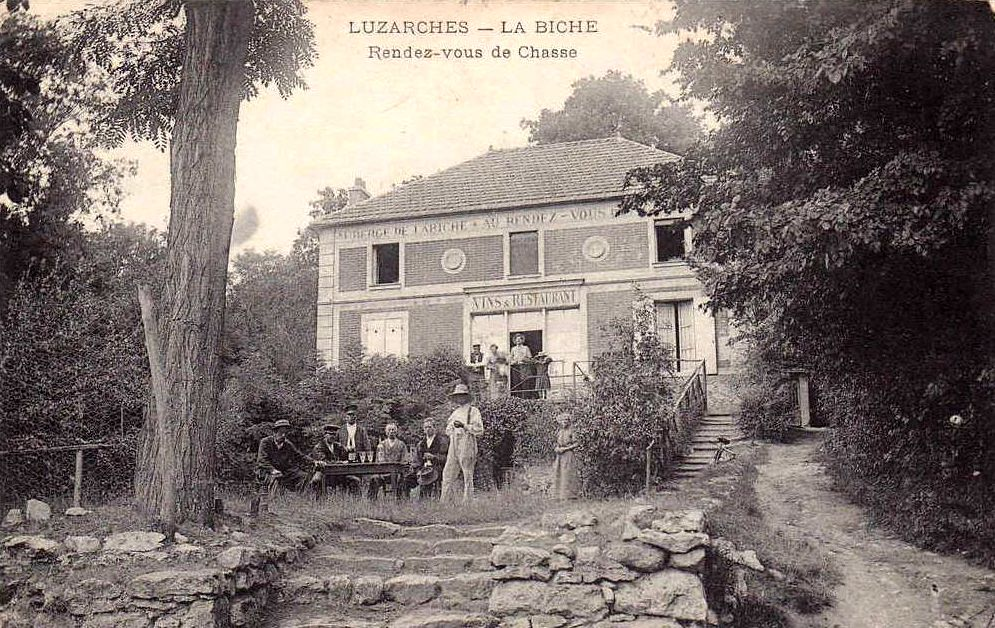
En bordure de la forêt de Coye, cette auberge et rendez-vous de chasse illustre le rôle de Luzarches comme lieu d'excursion depuis l'arrivée du chemin de fer en 1880.

L'histoire économique et sociale de Luzarches n'a pas encore fait l'objet de recherches approfondies.
Pour la première période du XIXe siècle correspondant au règne de Napoléon Ier, la diminution de la population d'un quart environ est assez éloquente. Luzarches passe sous le seuil des 1 400 habitants, et ne dépasserait le chiffre atteint en 1789 (1 800 habitants) qu'au cours des années 1960. Tandis que la régression démographique s'explique par la politique extérieure de l'empereur et les guerres menées souvent simultanément sur plusieurs fronts, la stagnation de la population se poursuivant jusque dans les années 1920 a, bien entendu, d'autres causes. Par ailleurs, il paraît que la crise et la flambée des prix suscitées par la mauvaise récolte de 1817 n'aient pas provoqué de famine et de soulèvements populaires autour de Luzarches, contrairement à la plupart des régions françaises.
L'industrialisation n'a jamais vraiment touché Luzarches : l'existence de manufactures a été mentionnée, une filature de coton et une manufacture de tissu, employant essentiellement des femmes et des enfants qui devaient travailler onze heures par jour,. Les manouvriers étaient nombreux à Luzarches ; l'on peut supposer qu'il s'agissait en grande partie de journaliers. Ils vivaient dans le quartier proche de l'église, rue Saint-Damien. L'artisanat à Luzarches était centré sur les fournitures pour l'agriculture et la viticulture ainsi que sur le bâtiment, mais nous avons vu déjà que des métiers caractéristiques des villes étaient également représentés, nous indiquant la présence d'une classe aisée dans la commune : boulanger, pâtissier, boucher, tailleur, marchand d'épices, etc.. Les petites industries domestiques présentes à Luzarches furent la vannerie et la dentellerie. Quant à la viticulture et la culture du blé, leurs produits étaient en grande partie destinés à l'approvisionnement de la capitale et se négociaient sur le marché local.
La structure de l'économie locale était marquée par le commerce, favorisé par le passage de la grande route Paris - Amiens - Lille d'une part, et par la proximité de Paris d'autre part : elle créait un trafic important mais aussi un très important besoin en marchandises de toutes sortes. Ville d'étape, les auberges et hôtelleries étaient très nombreux à Luzarches. Les marchés et foires ne concernaient pas le commerce inter-régional, mais rayonnaient tout de même sur un grand périmètre géographique ; jusqu'à Paris pour la production de l'agriculture locale et jusque loin dans le département de l'Oise pour la distribution de produits manufacturés et la négoce du bétail. Ce tissu économique a été bouleversé par l'arrivée du chemin de fer dans la deuxième moitié du XIXe siècle, la grande route perdant son trafic de transit et certains produits locaux perdant leur compétitivité, comme le vin. En même temps, Luzarches faisait les frais de son raccordement relativement tardif au réseau ferré, qui n'eut lieu qu'après la révolution industrielle. C'est là certainement l'un des principaux facteurs pouvant expliquer l'absence de dynamisme démographique pendant plus d'un siècle.
Entre 1818 et 1839 environ, Monsieur Thérouenne avec ses deux associés André Liverman et Nicolas Lecomte, puis Héricart de Thury, ensuite MM. Lucy, Lebreton et Véret et d'autres personnes encore constituent des sociétés et tentent successivement de trouver des gisements de charbon, dans la vallée de la Charbonnière à l'ouest du château de Rocquemont. Ces entreprises, encouragées par les sondages effectués pour le compte de François Pierre de Tubeuf entre 1778 et 1787 pourtant peu concluantes, ne sont pas couronnées du succès escompté et font tour à tour faillite. Finalement, une souscription portant sur 100 000 F est lancée, somme rapidement réunie car l'opinion publique de Luzarches reste optimiste quant aux résultats des recherches. Cette fois, les sondages sont effectués à un autre endroit, au nord de la commune en direction de Chaumontel. Quand les forages atteignent une profondeur de 510 m, les fonds sont épuisés sans qu'aucune veine de charbon digne d'exploitation n'ait été repérée. Luzarches ne deviendra donc pas une ville minière.
La bourgeoisie a toujours été bien présente à Luzarches, et durant tout le XIXe siècle, des Parisiens fortunés y construisent des villas pour leur villégiature. Le « Château de la Motte », le « Châlet » à proximité de ce dernier, ou le « Château du Bel-Air » en sont des exemples. À l'instar des villes, le village de Luzarches s'équipe d'une promenade sur les hauteurs de Saint-Côme en 1867, planté d'une double rangée de tilleuls; un jardin public sera aménagé plus tard près de l'église. Avec l'ouverture du chemin de fer en 1880, des familles plus modestes peuvent enfin aussi goûter les plaisirs d'un dimanche passé à la campagne. Les restaurants se multiplient, et des guinguettes et des relais de chasse font leur apparition dans les environs du bourg.

### De la Première Guerre mondiale à aujourd'hui

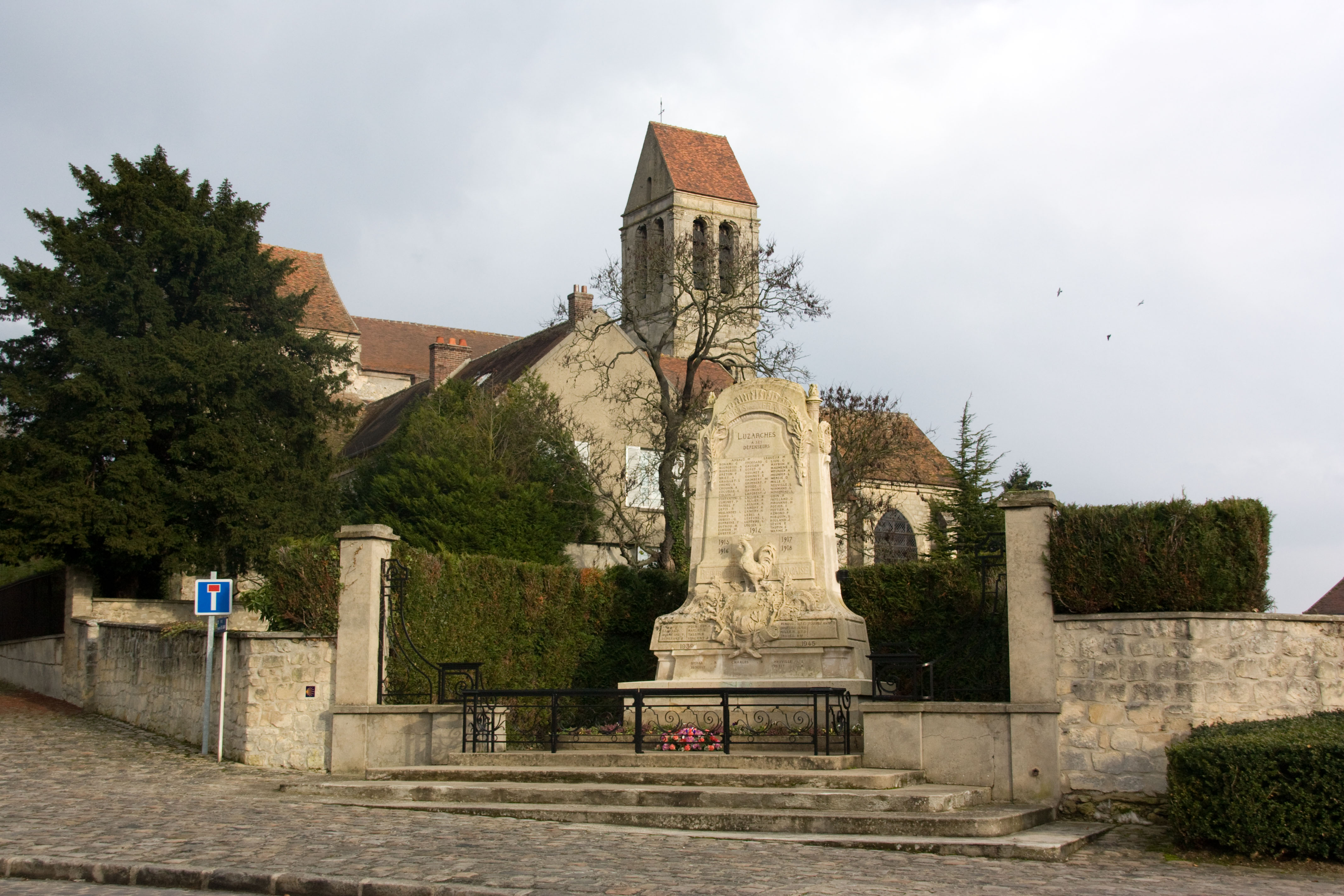
Monument aux morts de Luzarches, en commémoration de la Première Guerre mondiale, dessiné par l'architecte Naudin ; au fond, l'église paroissiale.

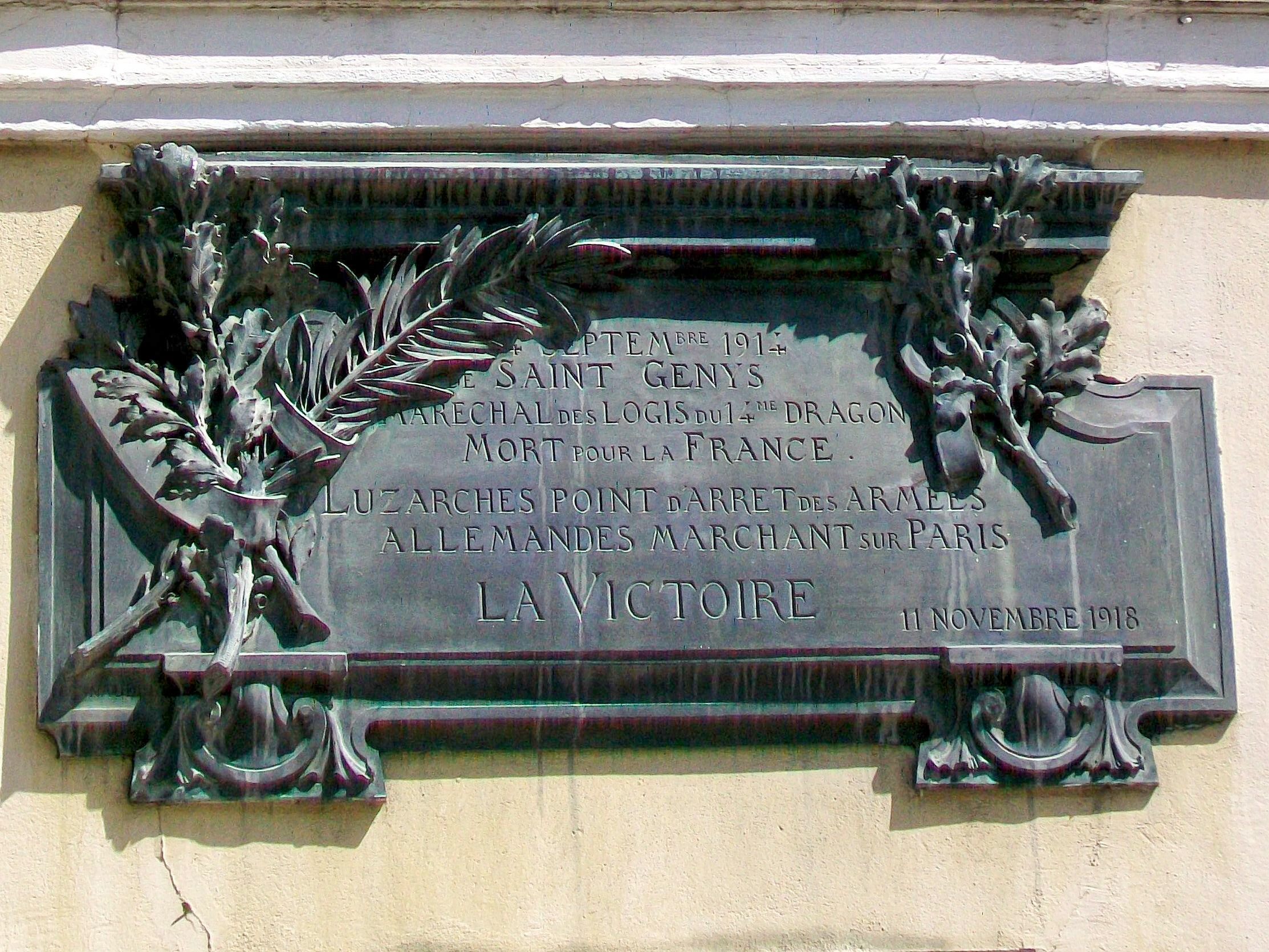
Le monument en souvenir du maréchal des logis de Saint-Genys et du 4 septembre 1914, sur la façade sud de la mairie.

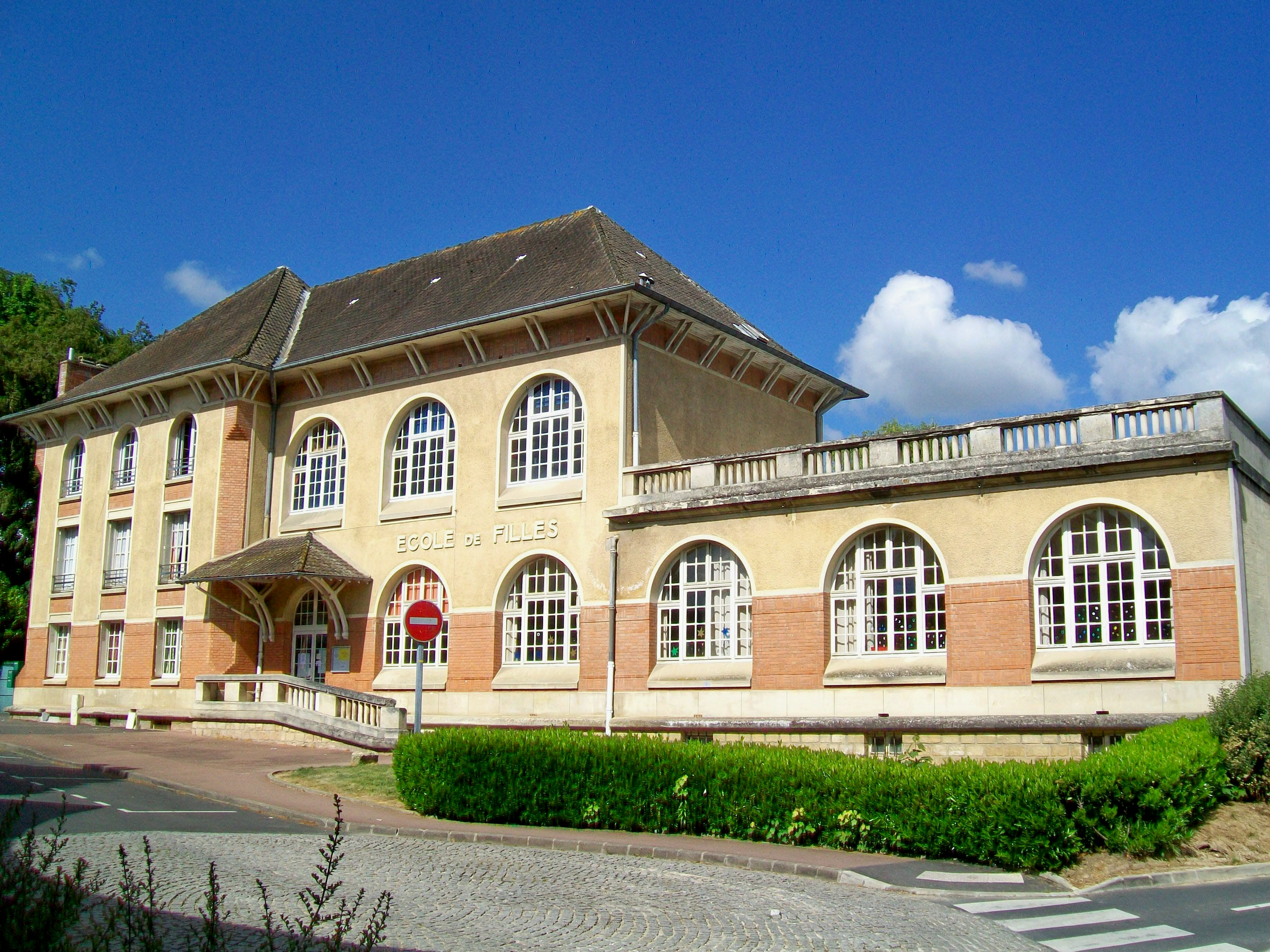
L'ancienne école des filles inaugurée en 1938 et remplacée par l'école élémentaire mixte Louis Jouvet. Le bâtiment sert aujourd'hui de maison des associations « espace Luzarches ».

Environ quatre semaines après avoir éclaté, la Première Guerre mondiale atteint le nord de l'Île-de-France le 1er septembre 1914, quand l'armée allemande franchit l'Oise à Pont-Sainte-Maxence et Creil et avance parallèlement vers Senlis et Chantilly. L'armée française recule devant cette invasion. Au soir du 2 septembre, le Général de Lamaze qui commande les divisions de réserve, réunit à Luzarches les officiers placés sous ses ordres. Il enjoint aux fonctionnaires du Trésor public et des PTT de détruire les documents, de prendre les caisses et d'évacuer la ville. Peu de temps après, les 109e et 110e brigades arrivent depuis le nord et font halte sur la route de Luzarches à Lassy. Tout le monde s'attend à ce que l'armée allemande s'empare de Paris dès le lendemain, et le gouvernement quitte la capitale. Le 3 septembre, l'avant-garde des colonnes s'étant dirigée vers Chantilly arrive à Luzarches pour effectuer une mission de reconnaissance de terrain. Hormis l'assassinat du maréchal des logis de Saint-Genys par une patrouille allemande, il n'y a point d'actions de combat ; l'ennemi ayant apparemment changé de stratégie, il ne continue pas sa marche sur Paris. C'est le point le plus avancé vers le sud que l'armée allemande atteint, avec Survilliers. Une stèle commémore cet événement.
Pour soigner les blessés de guerre, l'Association des Dames Françaises présidée par Mme Arnaud ouvre un hôpital auxiliaire dans une propriété en haut de la rue Saint-Côme, qui entretient des rapports étroits avec le « Scottish Women's Hospital » à Royaumont. Le 9 mars 1916, cet hôpital est transféré au château de Chauvigny, sur la commune de Luzarches, dénommé alors hôpital auxiliaire no 507. Il reçoit les blessés du front et les gazés. Les problèmes financiers, le manque de personnel et la pénurie sont autant de difficultés à surmonter. À la fin de la guerre, les victimes de la Grippe espagnole sont également accueillies et soignées. L'hôpital ferme avec le départ du dernier blessé le 25 novembre 1918.
Le mois de janvier 1918 voit la reprise des combats aériens au-dessus de Luzarches. Le 12 avril, Georges Clemenceau, de retour du front, passe par Luzarches. Un nouvel hôpital auxiliaire est ouvert à Épinay-Champlâtreux.
Après l'armistice, le Conseil municipal décide de l'érection d'un monument aux morts à l'angle des rues de Meaux et de l'Église, dont l'architecte luzarchois Naudin dessinera les plans. Le souvenir de soixante-trois soldats luzarchois morts pour la France est ainsi honoré.
En 1926, le premier lotissement est créé à Luzarches. Trois ans plus tard, la construction de l'école des filles, envisagée initialement pour 1914, est enfin entamée. La nouvelle école est inaugurée en 1938; elle sert actuellement de maison des associations. Les années 1930 sont une période de stagnation économique pour Luzarches, qui perd un huitième de sa population.
La phase active de la Seconde Guerre mondiale commence dans l'arrondissement par le bombardement de Pontoise, le 11 mai 1940. Dès le début de l'année, l'un des groupes d'aviation pour la défense de Paris est stationné à Chantilly, le champ de courses servant provisoirement de terrain d'aviation. Une batterie pour la défense terrestre est installée au hameau de la Biche, sur la commune de Luzarches. Des combats terrestres se déroulent dans la région du 11 mai au 13 juin essentiellement ; ils se traduisent par le stationnement de batteries et projecteurs de la DCA (Défense contre les aéronefs) à Luzarches et dans nombre de communes voisines. Les Allemands attaquent par la voie de l'air uniquement, visant les troupes et les équipements français. Les troupes françaises battent rapidement en retraite et s'installent dans la région à partir du 10 juin, venant du front de l'est. De l'artillerie est installée à Gascourt, hameau de Luzarches, puis le 12 juin, une partie de la 7e division d'infanterie nord-africaine (7e DINA), à Gascourt et à Luzarches même. Mais face à l'avancée des troupes ennemies, les troupes françaises quittent la région dès le lendemain, vers le sud. Ensuite, ce fut l'exode d'une grande partie de la population devant l'invasion allemande, à partir du 11 mai ; cependant, avec l'encombrement des routes, il fut difficile d'avancer et entre-temps, les Allemands arrivaient aussi à la ligne de la Loire, et la plupart des fugitifs rentrèrent chez eux. Ce fut le début de l'occupation, s'installant entre le 17 et 25 juin.

L'histoire de la résistance locale est difficile à retracer pour des raisons évidentes, les actions devant se dérouler dans la clandestinité et il importait de ne pas laisser de traces écrites. Un groupe de résistants FFI s'organisa à Luzarches, constitué de quinze hommes et de trois femmes, dont les noms sont connus,. En février 1944, Philippe Viannay décide de créer un maquis dans le nord de la Seine-et-Oise, connu comme le maquis de Ronquerolles, disposant d'une centaine d'étudiants recrutés à Paris. L'organisation coopère avec les groupes déjà formés sur le secteur, comme celui de Luzarches affilié à présent à Libération-Nord. Les environs de Luzarches sont définis comme le secteur A du maquis de Ronquerolles. C'est le secteur le plus important, dirigé par Édouard Laval qui est arrêté le 1er juin 1944, relevé par Jean-William Lapierre. Mais le 19 juin, le réseau est éventé par l'ennemi ; dix-sept résistants sont arrêtés dont onze fusillés à L'Isle-Adam. Les rescapés parviennes à réformer un réseau par la suite.
Vers 1949, l'hôpital est transformé en hospice sur décision du Conseil général ; il accueillait déjà en majorité des personnes âgées depuis plusieurs années et devient donc progressivement maison de retraite. Jusqu'en 1970 environ, quatre lits restent encore disponibles pour les autres malades en « service médecine ».
Dans les années 1950, Luzarches ne possède toujours pas d'établissement d'enseignement secondaire ni même de cours complémentaire. Pour la rentrée scolaire de 1959, des classes de cinquième et de sixième sont ouvertes dans un immeuble situé au 2, rue de la Libération. En même temps, la construction d'un nouveau groupe scolaire rue des Selliers est décidée, devant comporter quatorze classes, dont quatre pour la maternelle, six pour l'école élémentaire et quatre pour le cours complémentaire. Ce nouveau groupe scolaire permet de transformer l'école des garçons rue Bonnet en école maternelle. Avec le changement de la législation, ces classes ouvrent en tant que Collège d'enseignement général avec la rentrée de 1961. Deux ans plus tard, une première classe de lycée est ouverte. Entre 1964 et 1970, trente-cinq classes sont progressivement ouvertes dans des pavillons préfabriqués. Cette solution provisoire perdure longtemps ; un premier bâtiment solide du début des années 1970 n'accueille que peu de classes, et le lycée définitif n'ouvre qu'entre 1980 et 1986.
Au 1er janvier 1968, le département de Seine-et-Oise est dissous. Luzarches fait désormais partie du département du Val-d'Oise. La sous-préfecture compétente reste Montmorency, instaurée en 1962 (avant, Luzarches dépendait de l'arrondissement de Pontoise.) L’arrondissement de Montmorency devient celui de Sarcelles en 2000 et la sous-préfecture de Sarcelles ouvre en 2004. Avec l'augmentation du nombre de ses habitants dans la période de 1970 à 1999, la commune se dote de nouveaux équipements, dont notamment une station d'épuration, d'une maison de retraite en remplacement de l'hospice, d'une halte-garderie, d'une crèche, d'une salle polyvalente, d'une maison des associations (dans l'école des filles d'avant-guerre), et d'une bibliothèque.

## Pour approfondir